# Hirschau

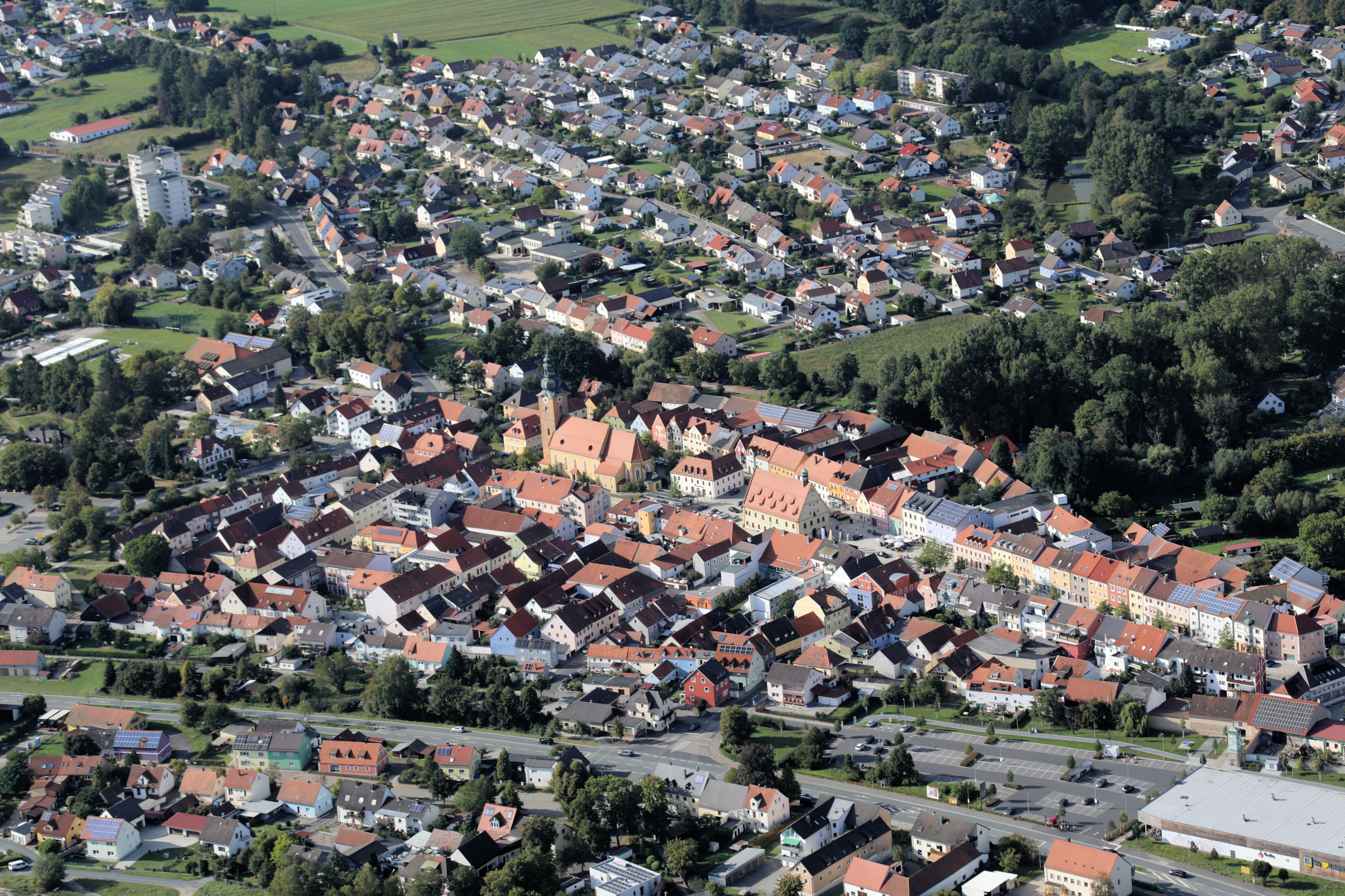
Stadt Hirschau (2023)

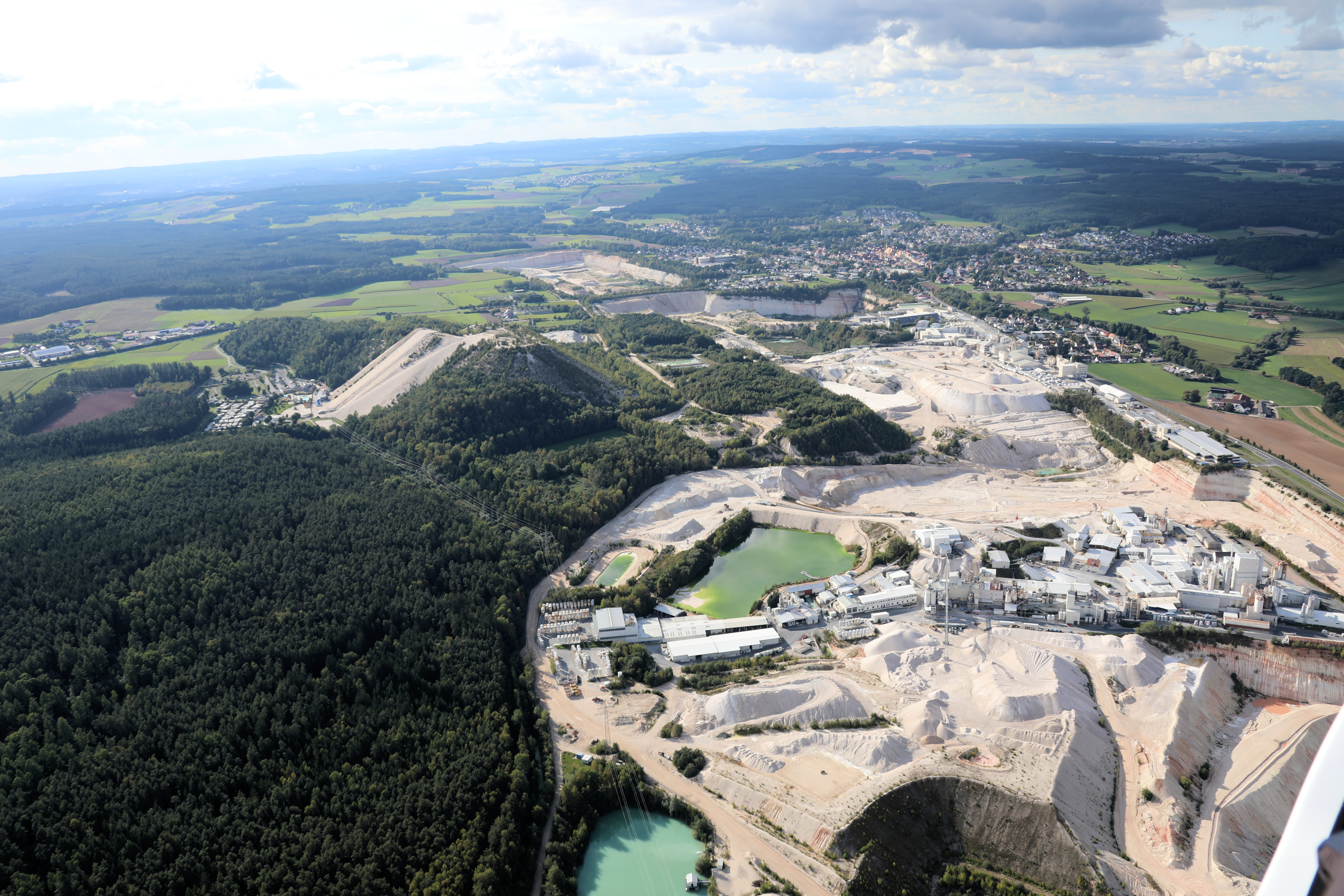
Kaolingruben bei Hirschau (2023)

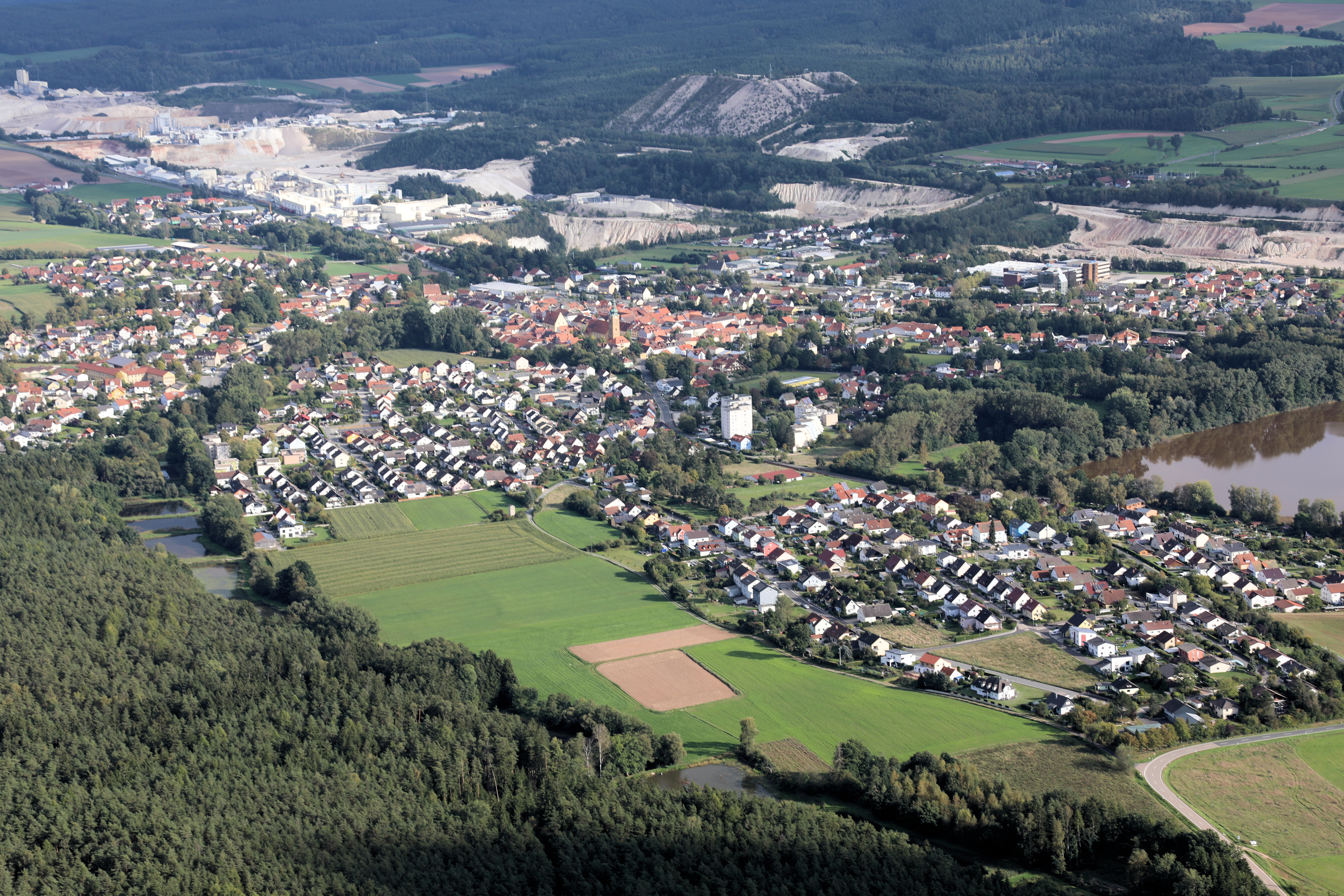
Hirschau, Kaolingruben, Monte Kaolino (2023)

Hirschau ist eine Stadt im Landkreis Amberg-Sulzbach (Regierungsbezirk Oberpfalz) in Bayern; sie zählt zur Metropolregion Nürnberg, der Regionalplan Oberpfalz-Nord weist Hirschau zusammen mit der nur wenige Kilometer östlich liegenden Nachbarstadt Schnaittenbach als Unterzentrum aus. Das Wirtschaftsleben ist von Unternehmen geprägt, welche die umfangreichen Kaolinvorkommen abbauen. Darüber hinaus hat die Firma Conrad Electronic dort ihren Sitz.
Das Stadtbild ist geprägt von der Stadtpfarrkirche Mariä Himmelfahrt, deren Anfänge bis ins 15. Jahrhundert zurückreichen, und dem Rathaus, das um 1490 errichtet wurde. Im Stadtkern sind zahlreiche weitere historische Gebäude erhalten, wie das Pflegschloss oder das Gasthaus Goldener Hirsch. Überall von der Stadt aus sichtbar ist der nur etwa zwei Kilometer vom Stadtzentrum entfernt liegende Monte Kaolino, eine aus rund 35 Millionen Tonnen Quarzsand der benachbarten Kaolingruben bestehende Halde, die Freizeitmöglichkeiten bietet.
Hirschau wurde Anfang des 13. Jahrhunderts von den Grafen von Hirschberg gegründet. Nach dem Aussterben dieses Adelsgeschlechtes im Jahre 1305 ging Hirschau an die Wittelsbacher über und wurde damit bayerisch, von einem kurzen neuböhmischen Intermezzo im 14. Jahrhundert abgesehen.

## Geographie

### Geographische Lage
Hirschau liegt an der Bundesstraße 14 Nürnberg–Prag, etwa 20 km nördlich der A 6 Amberg–Heilbronn und etwa 15 km westlich der A 93 Regensburg – Hof. Die Stadt liegt etwa 70 km östlich von Nürnberg mittig zwischen den kreisfreien Städten Amberg und Weiden in der Oberpfalz. Zwei Kilometer von Hirschau entfernt befindet sich die Kleinstadt Schnaittenbach.

### Gemeindegliederung

#### Gemeindeteile

Ortsteile der Stadt Hirschau

Es gibt 24 Gemeindeteile (in Klammern ist der Siedlungstyp angegeben):
- Burgstall (Dorf)
- Ebenhof (Einöde)
- Ehenfeld (Pfarrdorf)
- Hirschau (Hauptort)
- Hölzlmühle (Einöde)
- Hummelmühle (Einöde)
- Kindlas (Weiler)
- Krickelsdorf (Dorf)
- Kricklhof (Weiler)
- Krondorf (Dorf)
- Massenricht (Dorf)
- Mittelmühle (Einöde)
- Obersteinbach (Dorf)
- Rödlas (Weiler)
- Sargmühle (Einöde)
- Scharhof (Einöde)
- Schwärzermühle (Einöde)
- Steiningloh (Dorf)
- Träglhof (Einöde)
- Untersteinbach (Weiler)
- Urspring (Dorf)
- Urspringermühle (Einöde)
- Waldmühle (Einöde)
- Weiher (Kirchdorf)

Zusätzlich wird in verschiedenen Quellen der Weiler Dienhof, knapp 600 Meter nördlich des Kricklhofs gelegen, als Gemeindeteil der Stadt Hirschau angeführt. Die Schwärzermühle und der Scharhof hingegen fehlen in manchen Aufstellungen.

#### Gemarkungen
Es gibt neun Gemarkungen, von denen sich fünf über die Gemeindegrenzen hinweg auf das Gebiet von Nachbargemeinden erstrecken.

Gemarkungen in der Stadt Hirschau

| Gemarkungs- nummer | Gemarkung         | Fläche ha | Gemeindeteile                                                             | Karte |
| ------------------ | ----------------- | --------- | ------------------------------------------------------------------------- | ----- |
| 4476               | Ehenfeld          | 1465,27   | Ebenhof, Ehenfeld, Hölzlmühle, Kindlas                                    |       |
| 4493               | Forst 1           | 126,43    | Waldmühle (bis 1938, jetzt Gemarkung Hirschau)                            |       |
| 4475               | Großschönbrunn 2  | 332,45    | Krickelsdorf                                                              |       |
| 4490               | Hirschau 3        | 2237,93   | Hirschau, Waldmühle (bis 1938 zur Gemeinde Forst)                         |       |
| 4465               | Massenricht       | 1163,51   | Hummelmühle, Massenricht, Obersteinbach, Rödlas, Träglhof, Untersteinbach |       |
| 4489               | Mimbach 4         | 309,86    | Burgstall, Krondorf                                                       |       |
| 4491               | Scharhof 5        | 75,98     | Sargmühle, Scharhof                                                       |       |
| 4502               | Steiningloh       | 890,36    | Mittelmühle, Schwärzermühle, Steiningloh, Urspring, Urspringermühle       |       |
| 4503               | Weiher            | 891,23    | Kricklhof, Weiher                                                         |       |
| 9 Gemarkungen      | Gemeinde Hirschau | 7493,02   | 24 amtlich benannte Gemeindeteile                                         |       |

### Nachbargemeinden
An das Gemeindegebiet der Stadt Hirschau grenzen im Süden die Gemeinde Freudenberg, im Osten die Stadt Schnaittenbach sowie die Gemeinde Kohlberg (Landkreis Neustadt an der Waldnaab), Freihung im Norden und Westen sowie Gebenbach und Hahnbach im Westen.
| Vilseck   | Freihung                                    | Kohlberg       |
| Gebenbach | Kompassrose, die auf Nachbargemeinden zeigt | Schnaittenbach |
| Hahnbach  | Freudenberg                                 | Nabburg        |

### Geologie

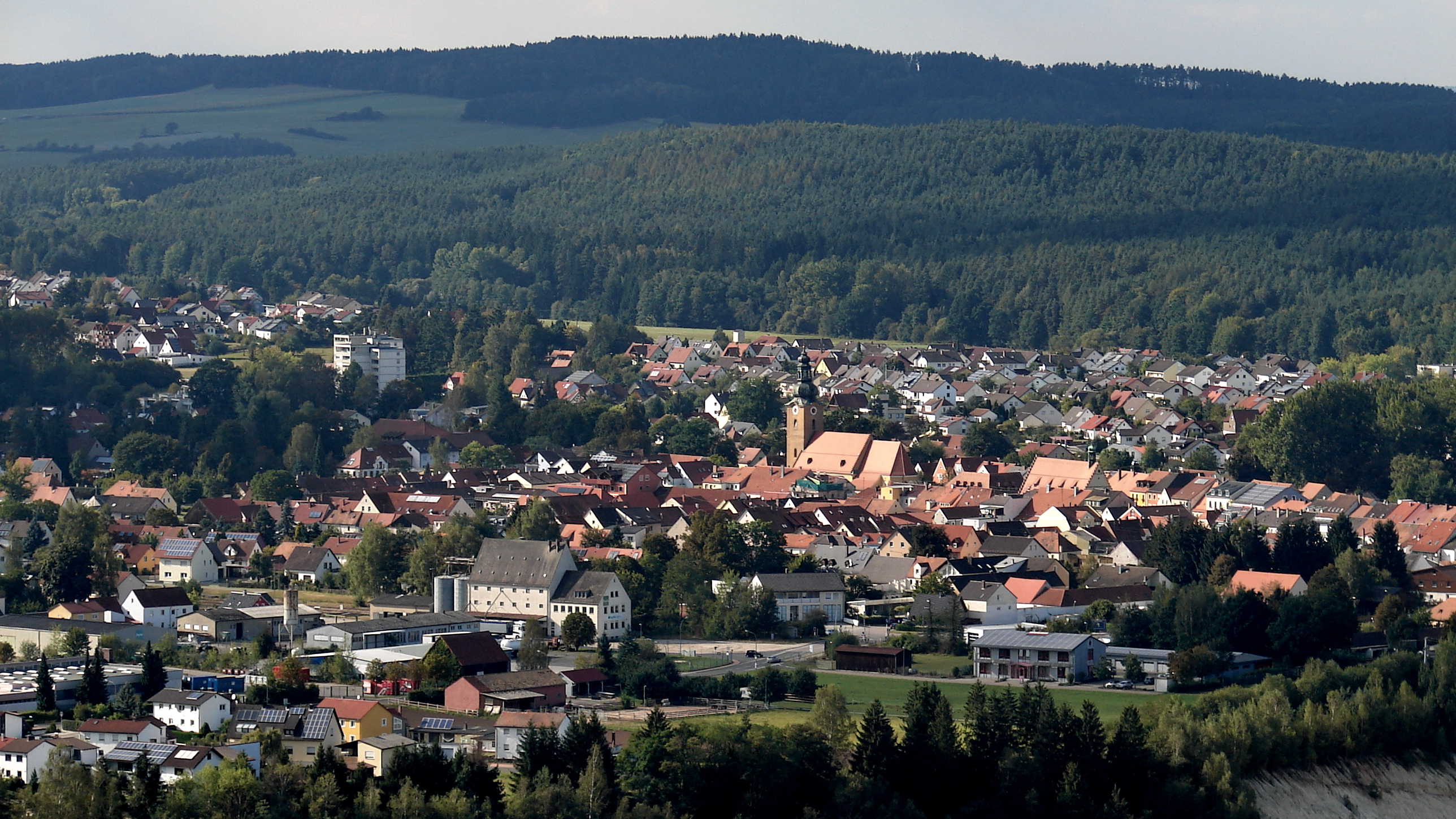
Blick auf Hirschau vom Monte Kaolino

Zwischen den Gemeindeteilen Massenricht und Ehenfeld verläuft in Nordwest-Südost-Richtung die sogenannte Freihunger Störung; ihr entlang wurden Gesteinsschichten um bis zu 1500 Meter herausgehoben, wodurch die zirka 88 Millionen Jahre alten Gesteine der Oberkreide bei Ehenfeld direkt neben die etwa 280 Millionen Jahre alten Ablagerungen des Rotliegend gelangten, auf denen Massenricht, Rödlas und Träglhof liegen.
Neben der Freihunger Störung verläuft die Luhe-Linie in ost-westlicher Richtung über das Gemeindegebiet von Hirschau. Sie trennt die Hirschau-Schnaittenbacher Senke vom Kohlberger Höhenrücken.

### Kaolin

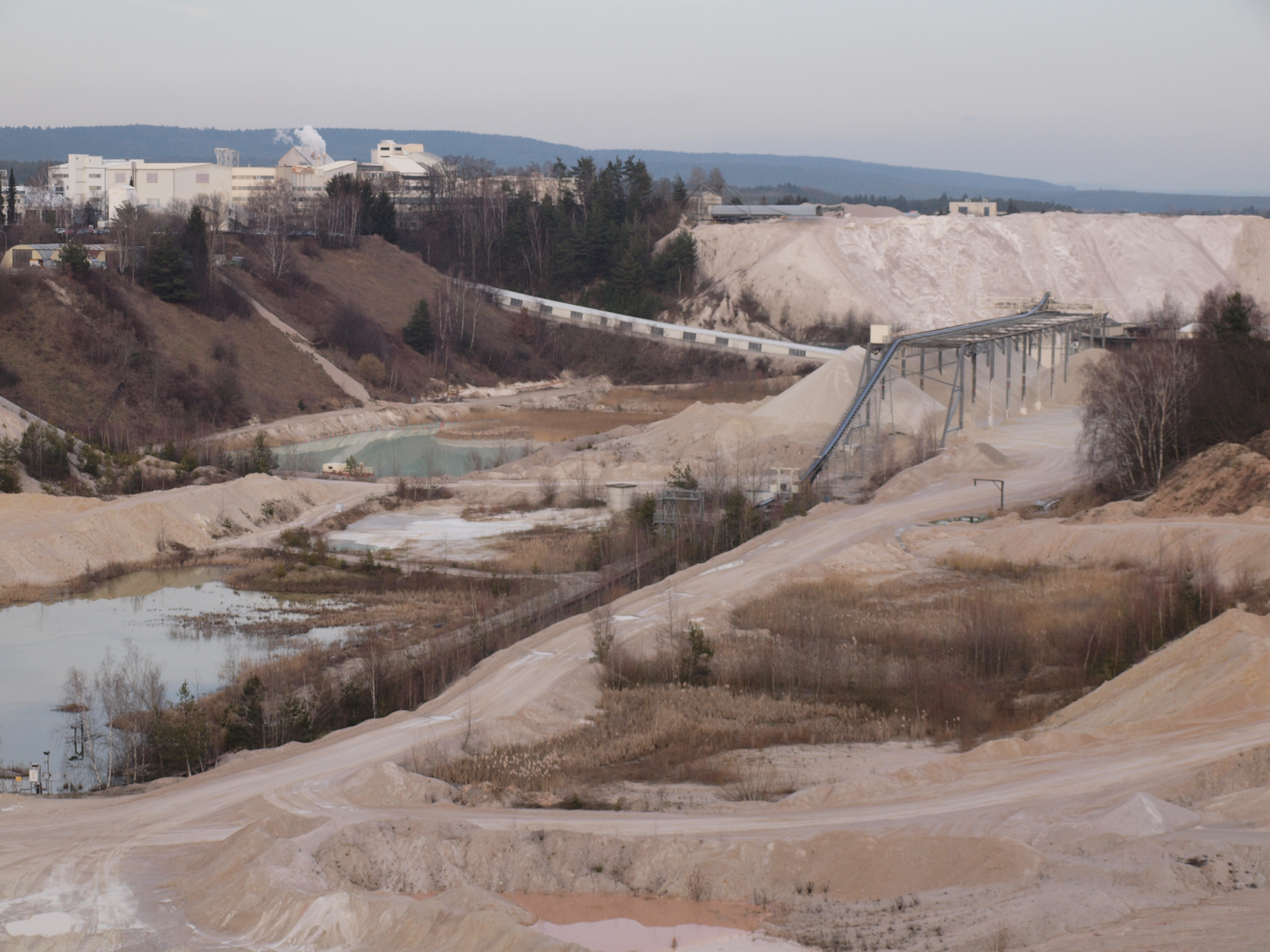
Kaolinabbau in Hirschau durch die Amberger Kaolinwerke Eduard Kick GmbH & Co. KG

Auf dem Gemeindegebiet der Stadt Hirschau befinden sich umfangreiche Kaolinlagerstätten. Das Kaolinrevier Hirschau-Schnaittenbach ist das größte Kaolingebiet Deutschlands, in dem bereits seit 1833 in Schnaittenbach und seit 1901 in Hirschau Kaolin-Bergbau betrieben wird.
Das Kaolin wird industriell abgebaut. In der Kaolinindustrie arbeiten einige hundert Menschen, sie ist also ein wichtiger Wirtschaftsfaktor für Hirschau. Die Rohstoffreserven reichen noch für einige Jahrzehnte. Neben der bereits seit langem laufenden Rekultivierung wurde für das gesamte Revier ein Nachfolgenutzungskonzept erarbeitet, nach dem die Umgestaltung der großen Tageabbaue in eine Seenlandschaft erfolgen soll.
Früher wurde das Kaolin vor allem für die Porzellanherstellung verwendet. Die Kaolinvorkommen sind auch der Grund für die einst gutgehende Porzellanindustrie in der Oberpfalz, in Oberfranken und Böhmen. Größter Abnehmer für das Kaolin ist die Papier- und Keramikindustrie. Jedoch auch zur Glasfaserherstellung und als Füll- und Pigmentstoff wird das produzierte Material verwendet.

### Topographie

#### Gelände
Von den 7496 ha der Fläche der Stadt Hirschau sind 3343 ha bewaldet, 2978 ha werden landwirtschaftlich genutzt. Siedlungen stehen auf 525 ha, 320 ha dienen der Verkehrsinfrastruktur.
Der größte Teil des Gemeindegebietes liegt im Norden des Oberpfälzischen Hügellandes. Ein kleiner Teil des Gebietes ist dem Vorderen Oberpfälzer Wald zuzuordnen. Durch das Gemeindegebiet von Hirschau verläuft also die Grenze zwischen zwei geologischen Haupteinheit, nämlich der Haupteinheit Oberpfälzisch-Obermainisches Hügelland und der Haupteinheit Oberpfälzisch-Bayerischer Wald.
Da von den Einzelblättern 1:200.000 zum Handbuch der naturräumlichen Gliederung Deutschlands das Blatt 154/155 Bayreuth nicht erschienen ist, existiert für den Nordteil des Oberpfälzischen Hügellandes keine Feingliederung.
Das Gemeindegebiet wird durchzogen von der Hirschau-Schnaittenbacher Senke auf knapp über 400 m ü. NN. Der niedrigste Punkt des Gemeindegebiets ist der Abfluss des Ehenbachs in das Gemeindegebiet der Stadt Schnaittenbach bei 400 m ü. NN. Nördlich der Senke erhebt sich der Kohlberger Höhenrücken, auf dem sich der Ortsteil Massenricht mit seinen ehemaligen Gemeindeteilen befindet. Der höchste Punkt im nördlichen Gemeindegebiet ist der Rödlasberg mit 579 m ü. NN. Im Süden der Senke erhebt sich das Naabgebirge auf über 600 m ü. NN. Der Punkt, an dem das Gemeindegebiet der Stadt Hirschau, das Gebiet der Gemeinde Freudenberg und das Gemeindegebiet von Schnaittenbach am Hang des Rotbühl aufeinander treffen, liegt bei 655 m ü. NN.

#### Gewässer
Gewässer nehmen 153 ha des Gemeindegebiets der Stadt Hirschau ein. Ein kleiner Teil im Norden des Gemeindegebiets entwässert über die Vils, der Rest über Ehenbach und Fensterbach in die Naab.
Die größten Gewässer befinden sich im Stadtgebiet Hirschau. Der 3,34 ha große Schindelweiher befindet sich an der Staatsstraße 2238 am Ortsausgang von Hirschau Richtung Amberg. Der Kreuzweiher, ebenfalls an der Staatsstraße 2238 am Ortsausgang von Hirschau Richtung Amberg und der Moosweiher zwischen der Bundesstraße 14 und der Staatsstraße 2123 sind jeweils etwa 3,0 ha groß.

### Klima
Hirschau liegt in der warmgemäßigten Klimazone (effektive Klimaklassifikation nach Köppen und Geiger: Cfb). Das ganze Jahr über gibt es deutliche Niederschläge, selbst der trockenste Monat weist noch hohe Niederschlagsmengen auf. Die Jahresdurchschnittstemperatur liegt bei 7,9 °C. Jährlich fallen durchschnittlich etwa 650 mm Niederschlag.

### Natur- und Landschaftsschutzgebiete
Im Stadtgebiet von Hirschau gibt es die Landschaftsschutzgebiete
- Hirschau-Nord (LSG-00125.11)
- Hirschau-Süd (LSG-00125.04)

und die Geotope

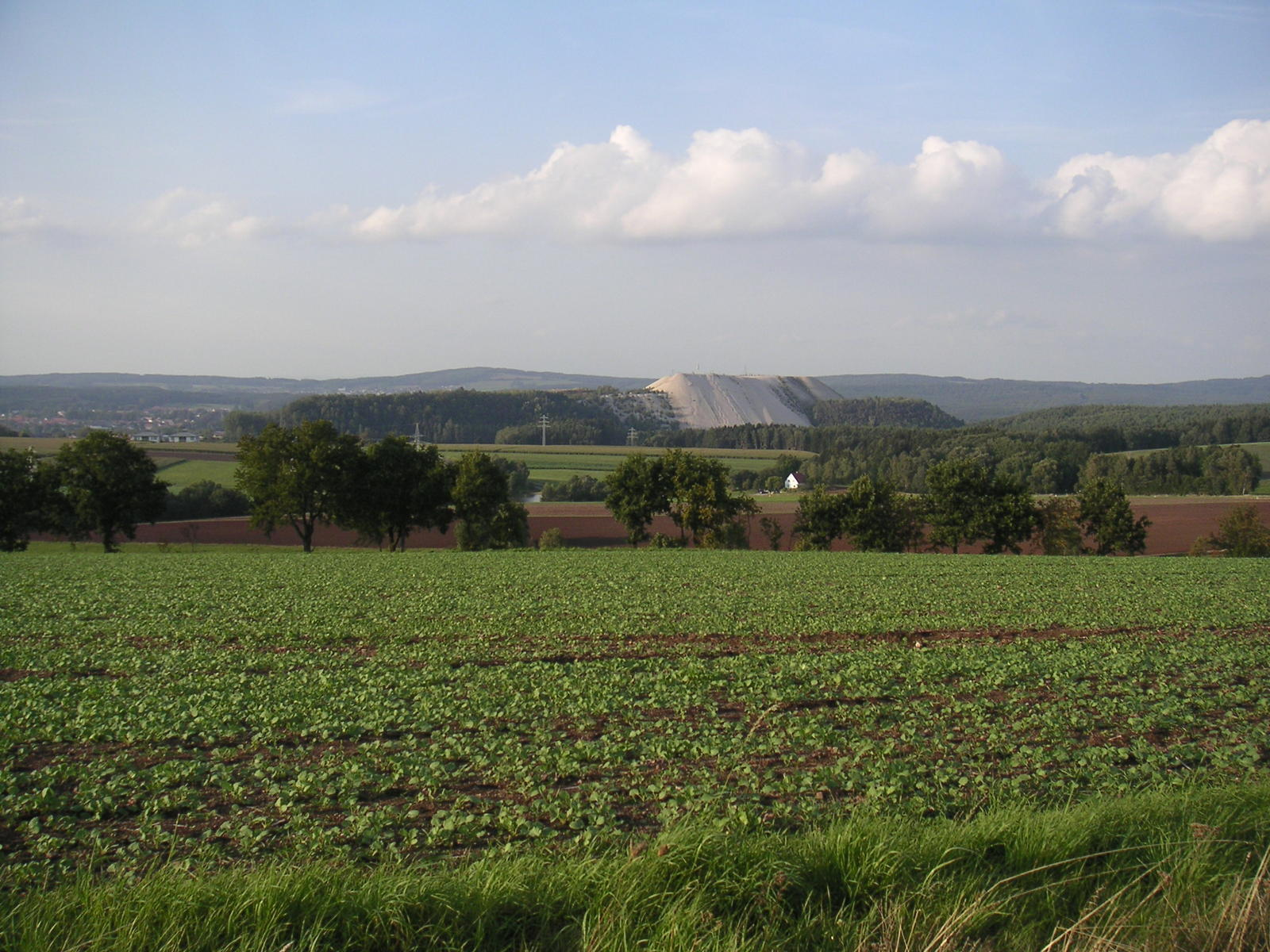
Geotop 371G004: Monte Kaolino bei Hirschau

- Aufschlüsse westlich von Kricklhof (371A021)[20]
- Kaolingruben bei Hirschau-Schnaittenbach (371A022)[21]
- Ehemalige Glassandgrube nördlich von Atzmannsricht (371A034)[22]
- Monte Kaolino bei Hirschau (371G004)[23]

## Geschichte

### Entstehung und erste urkundliche Erwähnung
Laut einer Sage verdankt Hirschau seine Entstehung einem böhmischen König Wenzel. Allerdings ist der heilige Wenzel gemeint, der im frühen zehnten Jahrhundert lebte, Herzog, nicht aber König war und im bayerischen Nordgau keinerlei Besitzungen hatte. Der Ursprung der Stadt ist vielmehr in der Zeit zu suchen, in der die Grafen von Grögling-Hirschberg im Besitz des Umlandes waren. Zwar ist keine Gründungsurkunde vorhanden, doch lässt sich auf Grund der Ähnlichkeit des Wappens der Stadt Hirschau mit dem der Grafen von Hirschberg sagen, dass Hirschau seinen Ursprung den Grafen von Hirschberg verdankt. Auch der ungefähre Zeitraum der Entstehung Hirschaus lässt sich festlegen. Die Umgebung von Hirschau lag schon vor 1050 im Herrschaftsbereich der Grafen von Sulzbach. Die Tochter Sophie des Grafen Gebhard III. von Sulzbach war mit Graf Gerhard I. von Dollnstein und Grögling († 1170) verheiratet und brachte ihm die Grafschaft Sulzbach mit. Sein Sohn Gebhard III. († 1232) nannte sich seit 1205 von Hirschberg (nach damaliger Schreibart „Hirzberg“). Das Geschlecht der Grafen von Hirschberg war bis zu seinem Erlöschen 1305 im Besitz Hirschaus. Somit scheint die Annahme berechtigt, dass die ersten Anfänge der Siedlung im 13. Jahrhundert lagen.

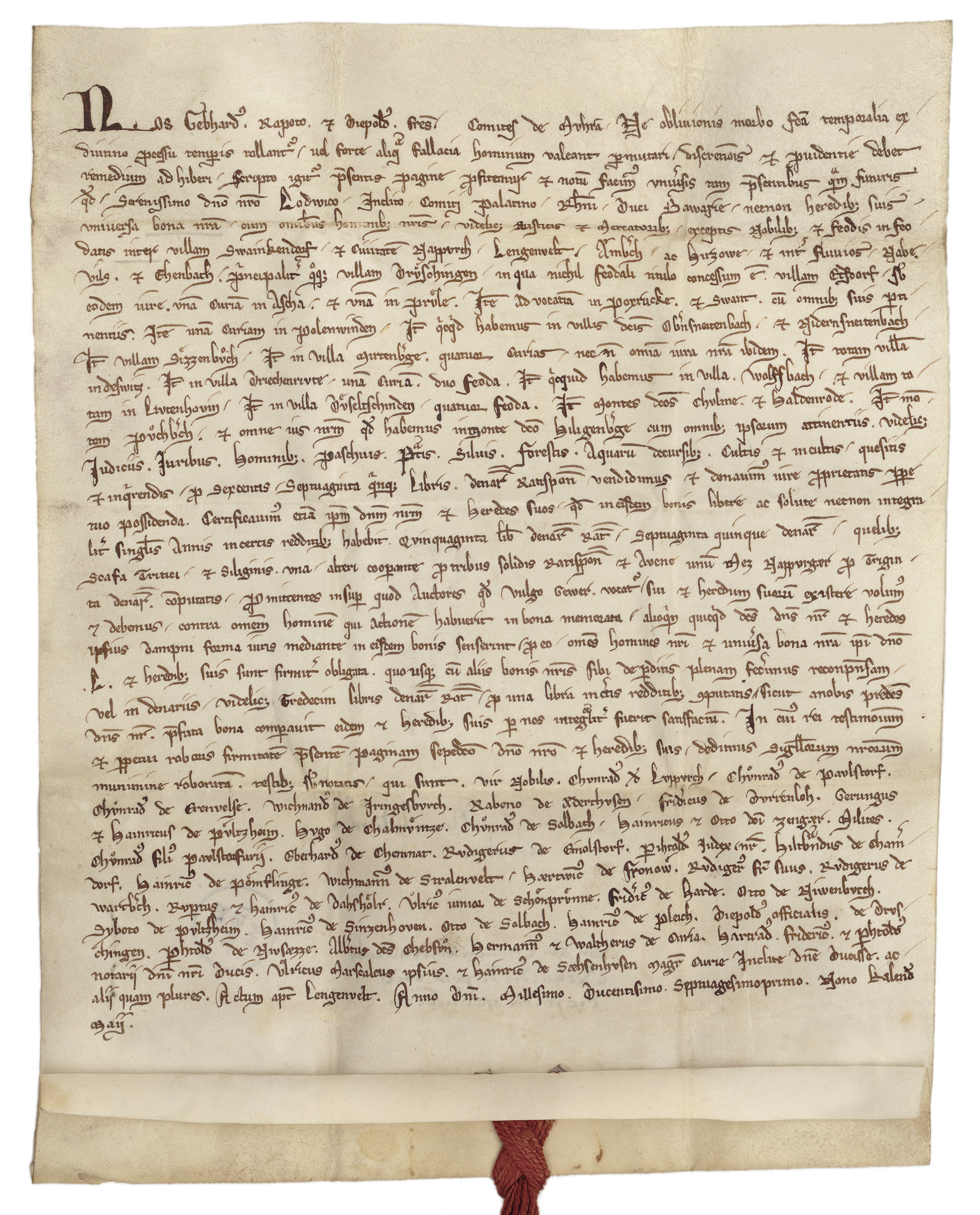
Urkunde vom 23. April 1271, auf der Hirschau erstmals erwähnt wurde

Am 23. April 1271 wurde Hirschau erstmals urkundlich erwähnt, als die Grafen Gebhard, Rapoto IV. und Diepold von Murach ihren Besitz in den Ämtern Schwandorf, Nabburg, Lengenfeld, Amberg, in der hirschbergischen Stadt Hirschau sowie zwischen Vils, Naab und dem Ehenbach an Herzog Ludwig den Strengen verkauften.
Durch den Herrschaftswechsel der Muracher Güter war Hirschau in unmittelbare Nachbarschaft zu den Wittelsbachern gerückt. Als Ludwig der Strenge um das Jahr 1291 auch die Herrschaft über Sulzbach an sich bringen wollte, setzte er durch, dass Graf Gebhard VII. von Hirschberg für den Fall eines kinderlosen Todes ihm und seinen Söhnen den größten Teil der Grafschaft Sulzbach, insbesondere Sulzbach, Werdenstein, Pfaffenhofen, Ammerthal, Hirschau, Ehenfeld und Rosenberg, vermachte. Da Gebhard mit diesen Gütern anscheinend bereits anderweitige Verfügungen getroffen hatte, war der Anlass zu Streitigkeiten gegeben. Im Januar 1293 wurde in Neuburg an der Donau eine Einigung erzielt. Am 3. März 1293 bestätigte Graf Gebhard dem Herzog Ludwig die früher eingegangenen Abmachungen mit dem Unterschied, dass die Wittelsbacher anstatt der mittlerweile anderweitig verlehnten Burg Ammerthal das Dorf Ehenfeld erhalten sollten.
Am 2. Februar 1294 starb Herzog Ludwig der Strenge. Unter seinen Söhnen Rudolf I. und Ludwig zeigte sich, wie nachteilig sich die politischen Verhältnisse auf Hirschau auswirkten. Die Differenzen, an denen wittelsbachische wie hirschbergische Beamte Schuld trugen, arteten in Brand, Raub und Totschlag aus. Die beiden Landesherren begnügten sich mit einer Untersuchung der Vorfälle, Beilegung der aufgetretenen Irrungen oder Anhalten der Schädiger zum Schadensersatz, zum Beispiel auf einem Sühnetag zu Nabburg am 16. Juni 1295. Unter diesen Umständen flammte der Streit immer wieder auf. In den ersten vier Monaten des Jahres 1296 kam es zu ausgedehnten Gewalttätigkeiten in Hirschau, bei denen Leute des Grafen von Hirschberg Schaden litten, wofür man Beamte des Herzogs Rudolf verantwortlich machte. Wieder kam es zu Verhandlungen und am 14. Juli 1296 schließlich zu einer Einigung in Landau. Allerdings dauerte es bis zum Jahr 1300, bis Frieden eintrat. Herzog Rudolf wurde Anfang des Jahres 1300 in einen Krieg mit König Albrecht I. verwickelt und musste deswegen Frieden mit den Grafen von Hirschberg schließen. Herzog Otto III. von Niederbayern fällte am 6. Mai 1300 in Regensburg einen Schiedsspruch gegenüber dem Herzog Rudolph und Graf Gebhard von Hirschberg. An den vorausgegangenen Auseinandersetzungen waren auch Leute des Bischofs Konrad von Regensburg beteiligt.
Die Streitigkeiten, die nach dem Tod des Grafen Gebhard VII. am 4. März 1305 ausgebrochen waren, beendete ein Schiedsspruch im Jahre 1306. Dadurch ging der Markt Hirschau zusammen mit Sulzbach, Werdenstein, Ammerthal, Lauterhofen, Rosenberg und Hemau mit dem Forst Tangrintel endgültig in den Besitz der Wittelsbacher über.

### Hirschau unter den Wittelsbachern
Im Jahre 1317 gab Herzog Rudolf nach einer Reihe von Niederlagen seine Herrschaftsansprüche in Bayern und der Rheinpfalz weithin zu Gunsten seines Bruders Ludwig auf. Am 8. Januar 1325jul. verpfändete der stets geldbedürftige Ludwig das Gericht Hirschau und Ehenfeld an Heinrich der Lengfelder von Rosenberg, der an der Schlacht bei Mühldorf teilgenommen hatte und für den dabei erlittenen Schaden sowie für einige verkaufte Pferde abgefunden werden sollte.
Im Jahre 1329 fiel Hirschau – zu diesem Zeitpunkt als Markt bezeichnet – durch den Hausvertrag von Pavia an die pfälzische Linie der Wittelsbacher (Rudolf II., Ruprecht I. und Ruprecht II.), wo Rudolf II. bis zur erneuten Teilung im Februar 1338 regierte. 1338 fiel Hirschau an Ruprecht I. und dessen Neffen Ruprecht II.
Unter den Wittelsbachern entstand das Pflegamt Hirschau. Erstmals erwähnt wurde es in einem Urbar des Jahres 1326.
Nach dem Tod Kaiser Ludwigs ließ König Karl von Böhmen aus dem Geschlecht der Luxemburger nichts unversucht, um sich die deutsche Krone zu sichern. Dies gelang ihm zunächst am 11. Juli 1346 mit einer Wahl zum Gegenkönig, endgültig am 17. Juni 1349. 1355 schließlich wurde er Kaiser Karl IV. Als Luxemburger in Böhmen hatte er Interesse an einem zollfreien und sicheren Weg zwischen seinem Königssitz und seinen Hausgütern. Aus diesem Grund setzte er alles daran, in den Besitz der Gebiete der oberen Pfalz zu kommen. Wahrscheinlich auch mit dem Hintergedanken, eine weitere Kurwürde für sein Haus zu erreichen, heiratete Karl 1349 Anna von der Pfalz, Tochter Rudolfs II. Anna starb jedoch vor ihrem Vater, so scheiterte der Versuch, die Gebiete der oberen Pfalz durch Erbschaft unter Karls Kontrolle zu bringen. Bei seinen weiteren Bemühungen half ihm ein Zufall. Ruprecht II. war 1348 in sächsische Gefangenschaft geraten. Karl IV. nutzte diesen Umstand und löste den Gefangenen für 12.000 Mark Silber aus. Im Gegenzug kaufte er am 17. Juli 1353 gegen Wiedereinlösung binnen eines Jahres Hirschau, Waldeck, Störnstein, Neustadt, Murach und Dreswitz. Als der hoch verschuldete Kurfürst Rudolf II. starb, verlangte Karl die sofortige Rückzahlung des Betrages, wozu die beiden Ruprechte nicht in der Lage waren. Deshalb trat Ruprecht I. am 29. Oktober 1353 neben Hirschau auch Neustadt an der Waldnaab, Sternstein, Lichtenstein, Sulzbach, Rosenberg, Hertenstein, Neidstein, Thurndorf, Hilpoltstein, Hohenstein, Lichteneck, Frankenberg, Lauf, Eschenbach, Hersbruck, Velden, Pegnitz und Plech mit allen Dörfern an den Böhmenkönig ab. Damit war Hirschau Bestandteil des neuböhmischen Territoriums geworden.

### Neuböhmische Zeit

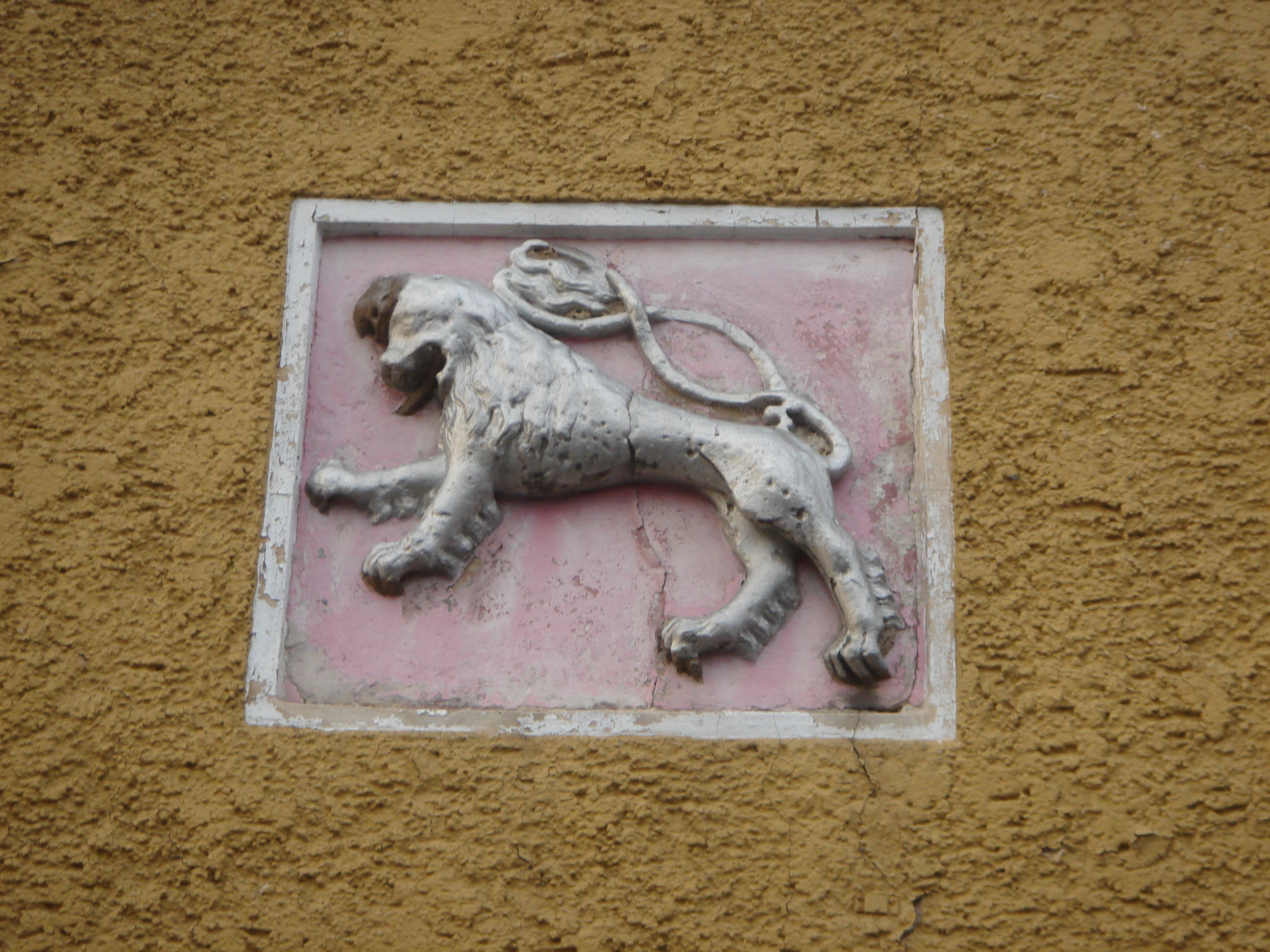
Böhmischer Löwe am sog. Röschnhaus, Hauptstraße 70

Dem stark wirtschaftsorientierten Denken Karls IV. entsprang eine besondere Förderung der Städte. Bereits am 2. Oktober 1354 bestätigte Karl den Hirschauern alle Rechte, die sie von seinen Vorgängern erhalten hatten. Am 30. Januar 1367 erteilte Karl der Stadt Hirschau ein Privileg von besonderer Bedeutung: einen Wochenmarkt am Dienstag mit allen Rechten, wie sie Sulzbach und Weiden hatten. Zudem verfügte er, dass die Straße durch die Stadt führen sollte. Jeder, der den Weg um die Stadt nahm, unterlag der Pfändung und Bestrafung durch den königlichen Amtmann.
Aus dem Jahr 1367 stammt die erste Nennung Hirschaus als Stadt.
Im Gegensatz zu anderen Städten, vor allem Sulzbach, wo die Spuren der neuböhmischen Zeit nicht zu übersehen sind, gibt es in Hirschau nur ein kleines Relikt in Form eines böhmischen Löwen am sogenannten Röschnhaus, Hauptstraße 70.
Die böhmischen Besitztümer im Nordgau lagen an einer Verbindungsstraße zwischen Nürnberg und Prag, die später, erstmals 1533, als „gulden stras“ (Goldene Straße) bezeichnet wurde. Die Straße, die Karl als Reichsstraße erklärte und er verfügte, dass die böhmischen Könige nur auf ihr zu Reichstagen und Königswahlen ziehen durften, führte auch durch Hirschau.
Kaum 20 Jahre später änderte Karl IV. seine Politik, die jedoch weiterhin auf den Erwerb einer zweiten Kurstimme für sein Haus zielte. Die wittelsbachisch regierte Mark Brandenburg geriet deswegen in Karls Visier. Obwohl er den künftigen Königen Böhmens jede Veräußerung oder Verpfändung von Gebieten verboten hatte, sah er sich 1373 gezwungen, fast ganz Neuböhmen, darunter auch Hirschau, an seinen Schwiegersohn Markgraf Otto von Brandenburg und Herzog in Bayern für 100.000 ungarische Gulden zu verkaufen. Sollte Otto ohne männliche Erben sterben, sollten die Gebiete wieder an die böhmische Krone fallen. Im Gegenzug kaufte Karl die Mark Brandenburg. Damit wurde Hirschau wieder wittelsbachisch.

### Rückkehr unter die wittelsbachische Herrschaft
Nach dem Tod Karls IV. am 29. November 1378 änderte sich die Situation in Böhmen vollständig. Auf den hochintelligenten und hervorragenden Diplomaten Karl IV. folgte sein Sohn Wenzel IV., der, wie sein Beiname der Faule bereits vermuten lässt, nicht viel mit seinem Vater gemeinsam hatte. Ihm fehlte sowohl der Realitätssinn als auch das Gespür für die Politik, auch war er vermutlich Alkoholiker.
Als 1395 die Söhne Herzog Stephans II. eine aus der Abtretung der Mark Brandenburg bestehende Restschuld an Kurfürst Ruprecht III. und seine Söhne abtreten mussten und Ruprechts Sohn Ludwig III. 1399 den Schuldbrief eingelöst und von König Wenzel IV. die Zahlung verlangt hatte, kam es bald nach der Wahl des Kurfürsten Ruprecht zum römisch-deutschen König zu kriegerischen Auseinandersetzungen. Im September 1400 rückten pfälzische Truppen in die Oberpfalz ein und besetzten am 17. September Hirschau. Damit war die Stadt wieder pfälzisch-wittelsbachisch.

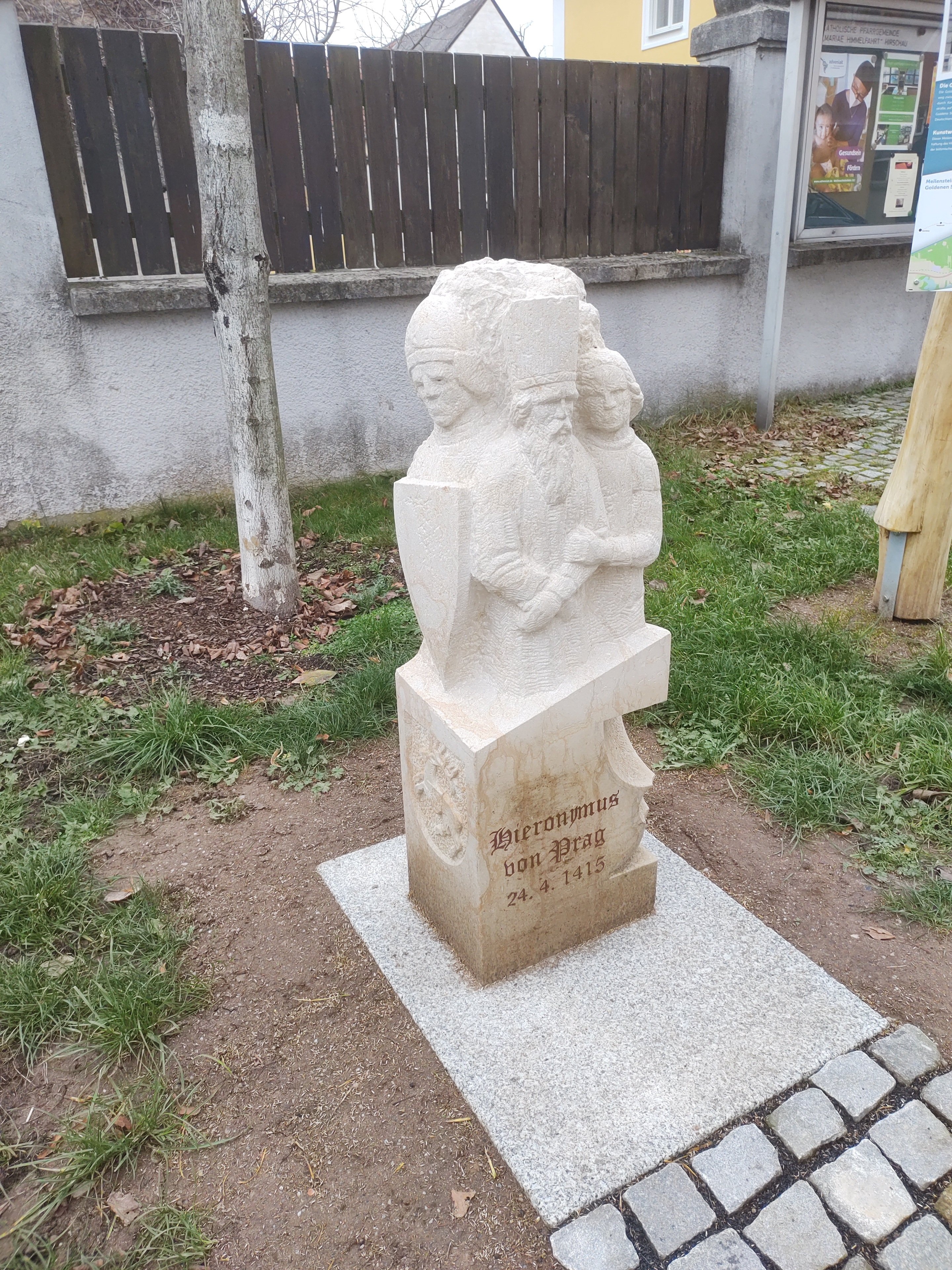
Gedenkstein an die Verhaftung von Hieronymus von Prag am 24. April 1415

Am 24. April 1415 wurde ein Freund von Jan Hus, Hieronymus von Prag, in Hirschau erkannt, festgenommen, nach Konstanz gebracht und dort – nachdem er seine Lehren widerrufen hatte – ebenfalls verbrannt. 2022 wurden vor der katholischen Pfarrkirche in Hirschau ein Gedenkstein, der an die Verhaftung Hieronymus’ von Prag erinnert, und eine Informationstafel aufgestellt.
Im 15. Jahrhundert wurde die katholische Pfarrkirche Mariä Himmelfahrt gebaut, die zusammen mit dem Rathaus das Stadtbild prägt.

### Hirschau im Dreißigjährigen Krieg
Einschneidende Änderungen brachte der Dreißigjährige Krieg. Als Folge der ersten Kriegsjahre mit einer Reihe von Niederlagen für die pfälzisch-böhmischen Truppen erhielt Herzog Maximilian I. als Entschädigung für die Kriegskosten die Obere Pfalz. Die Herrschaft der Kurpfalz über die Obere Pfalz war damit beendet.
Als ungünstig erwies sich für Hirschau die Lage an der gut ausgebauten Straße, was immer wieder Truppeneinquartierungen mit sich brachte. Am 24. Juli 1621 gab es erste Berichte über Reiter, die wie vorgesehen, für eine Nacht einquartiert waren, dann aber länger blieben. Mit der ihnen gewährten Verpflegung gaben sie sich nicht zufrieden, sie forderten „Hühner, Kapaunen und Gäns“ und drangsalierten die Bürger Hirschaus. Auch der von den Hirschauern auf die Missstände angesprochene Regierungskommissar intervenierte nicht.
Am 20. und 21. September 1621 zog sich das pfälzisch-mansfeldische Heer aus einem Beobachtungslager hinter die Naab zurück. Die Vorhut, unter denen sich Engländer befanden, marschierte Ende des Monats über Hirschau in das Gebiet des Stifts Kastl. Die abziehenden Truppen Mansfelds hausten in Hirschau entsetzlich und brannten alles nieder. Vier Kompanien blieben als Nachhut in der Stadt.
Im Mai 1622 zogen Spanier und Neapolitaner unter General Tommaso Caracciolo von Waidhaus über Etzenricht, Grafenwöhr und Hirschau nach Hahnbach. In Hirschau überboten sie alles, was die Bürgerschaft bis zu diesem Zeitpunkt über sich ergehen lassen musste.
In den Jahren 1623 und 1624 verlagerte sich das Kriegsgeschehen nach Niedersachsen. Dies stellte für Hirschau zwar eine Beruhigung dar, die Truppendurchzüge waren dadurch aber nicht beendet, beispielsweise zog 1623 das Regiment de Four über Hahnbach nach Waidhaus.
Besonders hart traf es Hirschau im Jahr 1625, als zu dem wirtschaftlichen Tiefstand und einer Missernte auch noch – angeschleppt aus Böhmen – die Pest ausbrach. Im September traten die ersten Fälle in Kohlberg auf, kurze Zeit später auch in Wernberg, Köblitz, Kaltenbrunn und Hirschau, wo sie zwei Jahre wütete. Die Not weitete sich aus.
Mit zunehmender Dauer des Krieges wüteten durchziehende Truppen immer heftiger. 1629 berichtete der Richter Baier über den Durchzug von General Matthias Gallas: „Die Gallasischen Reit- und Fuhrleute in ihren jüngeren Durchmärschen und indem sie weder mit Reiten noch Fahren bei gewöhnlicher Straß verblieben, mein über Winter angebautes ganzes Feld, zumalen sie mit dem Geschütz darüber gefahren wegen eingefallenen Regenwetters selbiges alda versunken, zu Grund und dergestalten verderbt, dass ich auf eingehendes Jahr nicht eines Körnleins werde genießen können.“ Als 1631 erneut die kaiserlichen Truppen unter Rudolf von Colloredo und Gallas in der Gegend um Hirschau auftauchten, hielten die Hirschauer die Tore geschlossen.
Anfang 1632 lag ein Teil des fuggerschen Regiments in Garnison in Hirschau. Zwischen dem 21. und dem 25. Juli 1632 marschierten 46 Kompanien zu Pferd und zu Fuß unter Generalwachtmeister von Spar über Tirschenreuth, Weiden und Hirschau nach Neumarkt, wobei Hirschau abermals zahlreiche Einquartierungen zu ertragen hatte.
Am 15. Juni 1632 brach Kurfürst Maximilian von Regensburg zu Wallenstein in Eger auf. Die durchziehenden Truppen plünderten auf dem flachen Land so entsetzlich, dass gegen Ende des Monats alle Mühlen stillstanden und die Bauern mit ihrem Vieh in die Wälder flohen. Allein die ummauerten Städte konnten noch etwas Schutz bieten, und so flüchteten am 2. Juli alle Einwohner der Umgebung nach Hirschau, wo bald Mangel an Nahrung und Futter für das Vieh herrschte. Die Hirschauer Bürger versteckten ihr Brot, um es vor Raub durch die Hungernden zu sichern.
Nachdem die Schweden am 20. Januar 1634 Vilseck eingenommen hatten, erschienen sie vor Hirschau. Die Besatzung dort bestand aus einem Fähnrich und 40 Musketieren, die von 38 Bürgersöhnen gezwungen wurden, die Waffen niederzulegen. 300 Dragoner und zwei Munitionswagen, die General Joachim Christian von der Wahl der Besatzung von Hirschau zur Unterstützung geschickt hatte, fielen in Feindeshand. Zudem brach erneut die Pest aus und forderte in Hirschau Opfer.
Obwohl eine kaiserliche Anordnung vom 17. März 1636 Märsche durch die Landgrafschaft Leuchtenberg und die Oberpfalz verbot, erschien am 2. April das Regiment Piccolomini und erhielt das Bistum Eichstätt und die Markgrafschaft Leuchtenberg als Quartier für die Musterung zugewiesen. In Hirschau gab es 1636 noch 80 Bürger, von denen nicht einmal die Hälfte für den Waffendienst tauglich war.
Trotz der kaiserlichen Anordnung setzten sich auch in den folgenden Jahren Durchzüge und Einquartierungen fort. 1637 kamen Reiter und Musketiere der kaiserlichen Regimenter Gonzaga und Graf Maximilian von Waldstein zur Werbung in die Gegend. In Massenricht konnten Hirschauer Bürger Gefangene machen, die bei ihren Verhören sagten, dass sie schon lang von den Hirschauern gehört hätten. Offenbar kannten auch sie bereits die Hirschauer Stückln.
Im Juli 1640 waren sporksche Reiter im Amt Hirschau, 1641 kam das Regiment Druckmüller, 1642 folgten das Regiment des Generals Lambray und die Regimenter des Generals Wahl. 1648 erschien der schwedische General Hans Christoph von Königsmark mit 8.000 Pferden in Hirschau, darunter waren 4.000 kommandierte Angehörige der Wrangelschen Armee. Am 14. Juni 1648 erschienen die Schweden unter General Königsmark erneut in der Stadt.
Nach dem Friedensschluss berechnete die Stadt alle Kriegsschäden von 1631 bis 1648/49 durch kaiserliche und kurbayerische Truppen auf 60.498 Gulden, 50 Kreuzer und 2 Pfennige sowie durch Feindvölker auf 53.670 Gulden, insgesamt also auf 114.168 Gulden, 50 Kreuzer und 2 Pfennige, in Anbetracht des Kaufwerts eine riesige Summe. Tatsächlich dürften die Schäden noch viel höher gewesen sein. Nicht in der Aufstellung enthalten waren die Schäden von bereits verstorbenen oder weggezogenen Bürgern.

### 17. und 18. Jahrhundert
Am 9. Juli 1692 stiftete Johannes Qualbertus Forster, Prior am Kloster Prüfening und später Abt am Kloster Weißenohe, gemäß dem Willen seiner Mutter der Stadt Hirschau ein Spital. Er legte dadurch den Grundstein für die Forster-Dorfner'sche Spital- und Krankenhausstiftung Hirschau.
Kaum hatte die Stadt Hirschau begonnen, sich von den Strapazen der Kriegsjahre in der ersten Hälfte des 18. Jahrhunderts zu erholen, brach neues Unheil über sie herein. Am Nachmittag des 18. April 1750 brach beim Bäcker Jakob Krauß in der „oberen preithen Gassen“ (heutige Klostergasse) Feuer aus, das sehr schnell um sich griff. Sechs Tage später, am 24. April, brach ebenfalls am Nachmittag erneut Feuer in zwei nebeneinander liegenden Stadeln vor dem oberen Tor aus. Wieder breitete sich das Feuer schnell aus. Der bei den beiden Bränden entstandene Schaden wurde auf 36.210 Gulden geschätzt. Insgesamt wurden 233 Gebäude, darunter 78 Wohnhäuser sowie das Dach und das Gebälk von zwei Dritteln der Stadtmauer vernichtet. Das Feuer war durch Brandstiftung entstanden. Der Täter soll 1751 in Württemberg verhaftet und nach einem Geständnis hingerichtet worden sein. Die Spuren des Brandes waren noch viele Jahre zu sehen. Nach der Steuerbeschreibung des Jahres 1770 waren nur wenige Bürger in der Lage, ihre Häuser im alten Umfang wieder aufzubauen. Viele der notdürftig gebauten Behausungen waren 1770 einsturzgefährdet.
Durch die Lage Hirschaus an einer wichtigen Durchgangsstraße wurde die Stadt Ende des 18. Jahrhunderts Kriegsschauplatz. Im Ersten Koalitionskrieg wollte Frankreich Österreich von mehreren Seiten angreifen. Deshalb drang die französische Nordarmee unter General Jean-Baptiste Jourdan in die Oberpfalz ein, um nach Böhmen vorzustoßen. Am 17. August 1796 musste die Stadt Hirschau 60 Viertel Hafer, je 500 Bund Heu und Stroh an die kaiserlich-österreichische Armee nach Amberg liefern. Am selben Tag fiel Amberg in Feindeshand, die österreichischen Truppen mussten sich an die Naab zurückziehen. Am Abend trafen die kaiserlichen Gepäckwagen ein und schlugen außerhalb der Stadtmauern ihr Lager auf. Am Morgen des 18. August kamen kaiserliche Truppen mit Gefangenen und Verwundeten durch. Nachmittags rückte eine Vorhut eines französischen Heeresteils von Amberg her an. Sie forderte 60 Säcke Hafer, 500 Bund Heu und 500 Laib Brot. Bis gegen 18 Uhr versammelten sich 20.000 Franzosen in und um Hirschau. Nachts verlangten die Franzosen 25 Zentner Fleisch. Nach Plünderungen und Misshandlungen verließen die Franzosen unter den Generälen Ney, Colaud und Lefebvre am 20. August die Gegend um Hirschau, um ihren Vormarsch in Richtung Wernberg und Nabburg anzutreten. Am 23. August kam von Nabburg ein französischer Chasseur mit der schriftlichen Forderung der französischen Administration auf 30 Zentner Brot, 700 Säcke Hafer und 20 Eimer Branntwein. Am Tag darauf folgte ein Kommissar mit drei Chasseurs nach, um diese Dinge einzutreiben. Unter dem Druck der nachdrängenden Österreicher begannen die Franzosen unter Jourdan, sich von Schwarzenfeld, Nabburg und Wernberg teils über Amberg, teils über Hirschau zurückzuziehen. Wiederum war die Umgebung der Stadt voll von französischen Truppen. Noch immer war der französische Kommissar in der Stadt. Er drohte, Bürgermeister Popp als Geisel zu nehmen. Als dieser floh, drohte er, dessen beide Söhne festzunehmen. Letztendlich ließ er sich jedoch durch Geld erweichen. Am 24. August tobte zwischen 11 und 16 Uhr die Schlacht bei Amberg, in der die kaiserlichen Truppen unter Erzherzog Karl die Franzosen und Jourdan schlugen.
Vorspannleistungen, Forderungen nach Verpflegung, Futterlieferungen, Einquartierungen und nicht zuletzt Übergriffe einquartierter Soldaten führten zu großen Verlusten unter der Bürgerschaft und erheblichen Einbußen in den städtischen Finanzen. Zudem verbreitete sich nach dem Wegzug der Franzosen eine Viehseuche. Allein der durch die Seuche angerichtete Schaden wurde auf 22.574 Gulden geschätzt. Als Folge musste der Magistrat von Hirschau um die Genehmigung ersuchen, entbehrliche kommunale Gebäude versteigern zu dürfen. Der Gesamterlös betrug zwar 5.363 Gulden und 11 Kreuzer, reichte jedoch zur Behebung der Finanznot nicht aus. Deshalb wurden die Verkäufe 1810 fortgesetzt. 1812 ging die Stadt an die Verteilung der Gemeindegründe. In Anbetracht der desolaten Finanzlage sah sich die Stadt 1817 sogar genötigt, ihre magistratische Verfassung aufzugeben und in den Kreis der Landgemeinden zurückzutreten.

### Das 19. Jahrhundert
Im Jahre 1800 hielt sich der Räuberhauptmann Franz Troglauer mit seiner Bande in und um Hirschau auf.
Am 24. März 1802 wurde das Pflegamt Hirschau durch Verordnung aufgelöst und dem Landgericht Amberg angeschlossen. Durch das erste bayerische Gemeindeedikt wurde Hirschau 1808 Steuerdistrikt und dem Landgericht Amberg und damit dem Naabkreis zugeordnet. Nach der Auflösung des Naabkreises zugunsten des Mainkreises und des Regenkreises wurde Hirschau 1810 zusammen mit dem Landgericht Amberg dem Regenkreis zugeteilt (ab 1838 Oberpfalz und Regensburg). Durch das zweite bayerische Gemeindeedikt wurde Hirschau 1818 eine politische Gemeinde.
Im 19. Jahrhundert brauchte die aufkommende Industrie – in Hirschau die Steingutfabrik Hirschau Keramik – Arbeitskräfte. Die Einwohnerzahl stieg im Laufe des 19. Jahrhunderts stark an. Vorher war sie ein halbes Jahrtausend ungefähr konstant geblieben. Dass sie sich nicht erhöhte, hatte vor allem damit zu tun, dass der Stadtmagistrat jede Heirat prüfte. Da die Stadt bis in den Zweiten Weltkrieg hin dafür aufkommen musste, wenn Bürger verarmten, waren die Prüfungen sehr streng. Mit dem Bevölkerungsanstieg ab dem 19. Jahrhundert siedelten sich Bürger auch außerhalb der Stadtmauern an.

### Epoche der Weltkriege
Die zweite Hälfte der 1920er Jahre waren für Hirschau geprägt von Katastrophen. Begünstigt durch starken Wind brannten im Oktober 1926 10 Wohngebäude mit ihren Nebengebäuden und den Heu- und Getreidevorräten ab, wodurch 14 Familien obdachlos wurden. Die angerückten Feuerwehren aus Amberg, Weiher, Schnaittenbach, Burgstall-Krondorf, Steiningloh, Gebenbach, Mimbach und Ehenfeld benötigten fünf Stunden, um den Brand unter Kontrolle zu bringen und Schlimmeres zu verhindern. Am 23. Juni 1929 brach in der Klostergasse Feuer aus, dem drei Häuser zum Opfer fielen. Am 4. Juli 1929 verursachte ein Unwetter schwere Schäden. Die Amberger Volkszeitung berichtete: „Kein Haus, kein Stadel, kein Garten blieb vom Unwetter verschont, die Dächer sind durchlöchert und die Fenster an der Westseite fast alle zerschlagen. […] Es besteht gar keine Aussicht mehr, daß ein Saatgetreide heuer noch eingebracht werden kann, nicht einmal das Stroh für den Hausgebrauch. Die hiesigen Landwirte sind derart beschädigt, daß sie in ihrer drückenden Not aufschreiben möchten.“
Zwar erholte sich in Deutschland die Konjunktur in den Jahren 1925 bis 1929, in Hirschau war davon wegen des Niedergangs der Steingutfabrik nichts zu spüren. Im Juli 1926 musste sie 150 Entlassungen ankündigen und größtenteils auch durchführen. Damit erreichte die Arbeitslosenzahl den Stand der Wintermonate. Auch die wirtschaftliche Lage der Betonfabrik war ungünstig. Auch sie musste in den Sommermonaten Entlassungen vornehmen. Ab 1930 verschlechterte sich die wirtschaftliche Lage allgemein. Die Steingutfabrik musste 1931 den Betrieb vorübergehend stilllegen. Von da an wurde nur noch unregelmäßig weitergearbeitet. 1924 hatte die Steingutfabrik noch 500 Arbeiter beschäftigt. Auch die Amberger Kaolinwerke hatten mit dem wirtschaftlichen Niedergang zu kämpfen. Die Mitarbeiterzahl sank in den Jahren 1929 und 1930 von 300 auf 200. Die Firma Gebrüder Dorfner musste in der gleichen Zeit die Zahl der Mitarbeiter von 87 auf 50 verringern. Auch Dorfner musste am 9. Januar 1932 den Betrieb vorübergehend stilllegen und arbeitete dann nur unregelmäßig weiter.
Am 22. April 1945 rückten die Amerikaner mit Panzern nach Hirschau ein, zwei Tage nachdem sie die Stadt bombardiert hatten. Der seit 1933 amtierende Bürgermeister und Tierarzt Thoma wurde von den Amerikanern abgesetzt und der Sägewerksbesitzer Mathias Amann – ein Sozialdemokrat – eingesetzt. Zu dessen Stellvertreter ernannten die Amerikaner Schneidermeister Anselm Freimuth, der als Mitglied der Bayerischen Volkspartei (BVB) bereits vor 1933 dem Hirschauer Stadtrat angehört hatte, und wie seine BVP-Kollegen sein Stadtratsmandat auf Druck der Nationalsozialisten „freiwillig“ niederlegen musste.

### Nach dem Zweiten Weltkrieg
Am 7. Januar 1946 wurde der Ortsverband der CSU gegründet (damals noch CSE). Ende Januar wurde auch der Ortsverband der SPD wiederbelebt. Auch ein Ortsverband der KPD wurde gegründet. Die ersten freien Wahlen wurden für den 27. Januar 1946 angesetzt. Wahlberechtigt waren alle Bürger, die das 21. Lebensjahr vollendet hatten und sich seit mindestens einem Jahr freiwillig sowie ununterbrochen in der Gemeinde aufgehalten hatten. Ausgeschlossen waren Bürger, die vor dem 1. Mai 1937 in die NSDAP eingetreten oder danach als Aktivisten in Erscheinung getreten waren. Für den elfköpfigen Stadtrat bewarben sich 16 Bürger auf der Liste der CSE, elf auf der Liste der SPD, die Liste der KPD umfasste acht Kandidaten. Im Gegensatz zu heute konnten damals nur Listen gewählt werden, einzelne Kandidaten zu wählen war nicht möglich. Von 1.410 Wahlberechtigten wählten 1.263, das entsprach einer Wahlbeteiligung von 90 %. Die CSE erreichte mit 676 Stimmen und sechs Sitzen die absolute Mehrheit im Stadtrat. Auf die SPD entfielen 509 Stimmen (5 Sitze), auf die KPD 65 Stimmen (0 Sitze). Zu einem Kuriosum kam es bei der Bürgermeisterwahl. Der Bürgermeister wurde damals nicht von den Bürgern direkt gewählt, sondern der Stadtrat wählte ihn aus seiner Mitte. Obwohl die CSE über die absolute Mehrheit verfügte, wurde Mathias Amann (SPD) einstimmig zum Bürgermeister gewählt. Anselm Freimuth, der zu diesem Zeitpunkt Ortsvorsitzender war, verzichtete zu Gunsten von Amann auf das Amt. Mit der Instandsetzung des bei Bombenangriffen stark beschädigten Hauses und der Ausübung des Schneiderhandwerks war Freimuth ausgelastet. Er wurde ebenfalls einstimmig zum ehrenamtlichen Zweiten Bürgermeister gewählt.
Mit der Gebietsreform wurde der Landkreis Amberg, zu dem Hirschau gehörte, in den Jahren 1972 und 1973 aufgelöst. Die Stadt Hirschau wurde dem neuen Landkreis Amberg-Sulzbach zugeordnet.
Am 25. Mai 2017 fand in Hirschau die dritte Auflage des Volksmusikfestivals dousamma statt. Auf elf Bühnen spielten 700 Musikantinnen und Musikanten vor tausenden Gästen auf. Erstmals in der Geschichte des Festivals waren Musiker aus Österreich, Frankreich und der Hirschauer Partnerstadt Nová Role dabei.
Am Pfingstsamstag, dem 30. Mai 2020 wurde der neue Brunnen am Marktplatz in Betrieb genommen. Er besteht aus zwei übereinander stehenden goldenen Hirschen, die auf einem mit Nymphenburgfliesen verkleideten Sockel stehen, der den Monte Kaolino symbolisieren sollen. Der Brunnen wurde von Künstler Wilhelm Koch gestaltet. Ehrenbürger Klaus Conrad unterstützte den Bau des Brunnens mit 250.000 EUR. Die Inbetriebnahme des Brunnens markierte das Ende der sich über mehrere Jahre erstreckenden Sanierung des kompletten Marktplatzbereiches von Hirschau, bei dem u. a. der Teer durch ein Granitpflaster ersetzt wurde.
In den Jahren 2020 und 2021 wurde die Postgasse saniert. Die Postgasse war die einzige Gasse, in der der ursprüngliche Belag samt Katzenkopfpflaster erhalten war. Bei der Sanierung der Postgasse wurde das gleiche Granitpflaster verwendet, wie es in den Jahren zuvor in weiten Teilen der Innenstadt verlegt worden war.

### Eingemeindungen
Am 1. Oktober 1938 wurde der Gemeindeteil Waldmühle der aufgelösten Gemeinde Forst nach Hirschau umgemeindet. Im Zuge der Gebietsreform in Bayern erfolgte am 1. Januar 1971 die Eingemeindung der kompletten Gemeinde Ehenfeld. Am 1. Januar 1972 wurden die Ortschaften Steiningloh, Urspring, Krondorf und Burgstall (vorher Gemeinde Mimbach) sowie die Ortschaft Krickelsdorf (vorher Gemeinde Großschönbrunn) eingemeindet. Am 1. April 1972 erfolgte die Eingemeindung eines Großteils der Gemeinde Weiher. Die letzte Eingemeindung erfolgte am 1. Mai 1978 mit der Gemeinde Massenricht und ihren Gemeindeteilen Obersteinbach, Untersteinbach, den Weilern Rödlas und Träglhof und der Einöde Hummelmühle.

## Bevölkerung

### Einwohnerentwicklung

#### Einwohnerentwicklung im Gemeindegebiet der Stadt Hirschau
In den Daten des Bayerischen Landesamts für Statistik und Datenverarbeitung sind die Einwohnerzahlen umgerechnet auf den heutigen Gebietsstand der Stadt Hirschau:
| Stichtag           | Einwohner |                   | Stichtag          | Einwohner         |      | Stichtag          | Einwohner |  | Stichtag          | Einwohner |
| ------------------ | --------- | ----------------- | ----------------- | ----------------- | ---- | ----------------- | --------- |  | ----------------- | --------- |
| 1. Dezember 1840   | 2907      |                   | 31. Dezember 1998 | 6373              |      | 31. Dezember 2008 | 6068      |  | 31. Dezember 2018 | 5629      |
| 1. Dezember 1871   | 3268      | 31. Dezember 1999 | 6381              | 31. Dezember 2009 | 6026 | 31. Dezember 2019 | 5630      |  |                   |           |
| 1. Dezember 1900   | 3208      | 31. Dezember 2000 | 6360              | 31. Dezember 2010 | 5940 | 31. Dezember 2020 | 5604      |  |                   |           |
| 16. Juni 1925      | 3785      | 31. Dezember 2001 | 6399              | 31. Dezember 2011 | 5893 | 31. Dezember 2021 | 5567      |  |                   |           |
| 17. Mai 1939       | 4400      | 31. Dezember 2002 | 6376              | 31. Dezember 2012 | 5819 |                   |           |  |                   |           |
| 13. September 1950 | 6103      | 31. Dezember 2003 | 6316              | 31. Dezember 2013 | 5793 |                   |           |  |                   |           |
| 6. Juni 1961       | 6191      | 31. Dezember 2004 | 6257              | 31. Dezember 2014 | 5800 |                   |           |  |                   |           |
| 27. Mai 1970       | 6427      | 31. Dezember 2005 | 6162              | 31. Dezember 2015 | 5795 |                   |           |  |                   |           |
| 25. Mai 1987       | 6067      | 31. Dezember 2006 | 6178              | 31. Dezember 2016 | 5783 |                   |           |  |                   |           |
| 31. Dezember 1995  | 6256      | 31. Dezember 2007 | 6112              | 31. Dezember 2017 | 5722 |                   |           |  |                   |           |

Zwischen 2001 und 2021 sank die Einwohnerzahl von 6399 auf 5567 um 832 Einwohner bzw. um 13 %.

#### Durchschnittsalter, Jugend- und Altenquotient der Bevölkerung
| Jahr | Durchschnittsalter | Durchschnittsalter | Durchschnittsalter | Jugendquotient | Altenquotient |
| Jahr | insgesamt          | männlich           | weiblich           | Jugendquotient | Altenquotient |
| ---- | ------------------ | ------------------ | ------------------ | -------------- | ------------- |
| 2007 | 43,2               | 41,9               | 44,5               | 37,7           | 37,8          |
| 2008 | 43,5               | 42,1               | 44,8               | 37,7           | 38,9          |
| 2009 | 44,0               | 42,7               | 45,2               | 36,3           | 38,7          |
| 2010 | 44,3               | 43,1               | 45,6               | 33,5           | 37,4          |
| 2011 | 44,7               | 43,3               | 46,1               | 31,9           | 36,2          |
| 2012 | 45,1               | 43,6               | 46,5               | 31,0           | 36,3          |
| 2013 | 45,4               | 43,9               | 47,0               | 30,4           | 37,0          |
| 2014 | 45,5               | 44,1               | 46,8               | 30,0           | 36,9          |
| 2015 | 45,8               | 44,3               | 47,3               | 28,5           | 36,8          |
| 2016 | 46,0               | 44,5               | 47,5               | 28,0           | 37,4          |
| 2017 | 46,5               | 45,2               | 47,8               | 27,2           | 38,6          |
| 2018 | 46,8               | 45,3               | 48,2               | 26,8           | 39,3          |
| 2019 | 46,9               | 45,6               | 48,1               | 26,6           | 39,8          |
| 2020 | 46,8               | 45,8               | 47,8               | 26,7           | 39,5          |
| 2021 | 47,1               | 46,1               | 48,0               | 26,5           | 40,2          |

Zwischen 2007 und 2021 stieg das Durchschnittsalter der Bevölkerung im Gemeindegebiet Hirschau von 43,2 auf 47,1 Jahre, also um 3,9 Jahre. In der Nachbarstadt Schnaittenbach beträgt das Durchschnittsalter der Bevölkerung 46,2 Jahre, in Hahnbach 45,1 Jahre, in Freudenberg 44,6 Jahre, in Gebenbach 43,4 Jahre.

### Religionen
Im Jahr 1352 wurde die Pfarrei Hirschau dem Zisterzienserkloster Heilsbronn zugeordnet.

#### Reformation und Gegenreformation
Der genaue Zeitpunkt, wann sich Hirschau der Reformation anschloss, lässt sich nicht mehr genau feststellen. Bekannt ist, dass sich in den letzten Regierungsjahren des Kurfürsten Ludwig V. (1508–1544) der Protestantismus von Amberg her immer weiter ausbreitete. Anzunehmen ist jedoch, dass Hirschau durch die Lage an der Goldenen Straße und dem regen Durchgangsverkehr schon sehr früh mit der reformatorischen Lehre in Kontakt kam. 1542 starb der katholische Priester von Schnaittenbach. Sein Nachfolger wurde noch vom katholischen Hirschauer Pfarrer Johann Poß präsentiert. Von 1544 bis zu seinem Tod im Jahre 1555 war aber dann Johannes Singer mit Unterbrechungen Pfarrer in Hirschau, er war lutherischen Bekenntnisses und versprach, „das Wort lauter und rein zu verkünden“. Singer wurde vom Zisterzienserkloster Heilsbronn, das bereits 1529 die evangelische Kirchenordnung angenommen hatte, ohne Erlaubnis des Regensburger Bischofs eingesetzt. Da alle Bürgerinnen und Bürger Hirschaus das evangelische Bekenntnis angenommen hatten, wurde auch die Stadtpfarrkirche evangelisch und der Pfarrer wohnte im damals einzigen Pfarrhaus. Der zweite lutherische Pfarrer, Michael Gründlinger, blieb nur drei Jahre.
Als aber der Calvinist Friedrich III. 1559 an die Regierung kam, wurde mit Nachdruck Calvins Lehre gepredigt. 1567 ordnete die Regierung in Amberg schließlich die calvinistische Religion an, was bedeutete, dass alle Kreuze, Bilder, der Kirchenschmuck und nicht notwendige Altäre aus der Kirche entfernt werden mussten. Die Bürgerinnen und Bürger Hirschaus bekannten sich trotzdem weiter zum lutherischen Bekenntnis. Ab 1596 war Hirschau Sitz eines evangelischen Dekanats. Drei evangelische Dekane sind nachgewiesen, einer von ihnen, Felix Fabricius, starb im Amt und wurde im Altarraum der Stadtpfarrkirche begraben. Insgesamt hatte Hirschau zehn evangelische Geistliche.
Als im Dreißigjährigen Krieg die Oberpfalz zu Bayern kam, rekatholisierte Kurfürst Maximilian I. die Oberpfalz. Widerstand wurde durch die Einquartierung von Soldaten samt deren Frauen und Kindern gebrochen. Am 3. Februar 1629 berichtete der Geheime Rat dem Kurfürsten, dass die Stadt wieder katholisch sei. An Hirschaus evangelische Epoche erinnern in der katholischen Pfarrkirche an der rechten Wand im Altarraum Grabmälder des evangelischen Adeligen Jörg Wurmrauscher und seiner Frau Margarete, die 1593 und 1596 starben. Ihre Nachfahren wanderten aus, um evangelisch bleiben zu können.

#### Katholische Pfarrgemeinde Hirschau
Die älteste Quelle, die Einwohnerzahlen für Hirschau nennt, stammt aus dem Jahr 1738. Am 1. Oktober zählte der Pfarrsprengel Hirschau (Stadt Hirschau, Waldmühle, Sargmühle, Haidmühle, die Haidbauern, Dien-, Schar- sowie Kricklhof) insgesamt 970 Menschen. Durch Einquartierungen stieg die Zahl in den folgenden Jahren, sank jedoch bis 1742 auf 938 und 1743 auf 917 ab. Bis zum 1. Oktober 1788 stieg die Anzahl der Bewohner auf 1051.
Für 1838 wurde für den Pfarrbezirk Hirschau (Stadt Hirschau (1406 Einwohner und 215 Häuser), Waldmühle (8 und 2), Sargmühle (7 und 1), Haidmühle (9 und 1), die Haidbauern (2 und 1), Scharhof (6 und 1) sowie Kricklhof (23 und 3)) eine Einwohnerzahl von 1461 Einwohnern in 224 Häusern nachgewiesen.
Bis 2003 gab es auf dem Gemeindegebiet der Stadt Hirschau die Pfarrgemeinde Hirschau und die Pfarrgemeinde Ehenfeld. Seit 2003 bilden die beiden Pfarreien eine Pfarreiengemeinschaft, die zum Dekanat Sulzbach-Hirschau und damit zum Bistum Regensburg gehört. Am 26. Juni 2021 wurde mit Ramon Rodriguez der siebte Hirschauer nach dem Zweiten Weltkrieg zum katholischen Priester geweiht. 1950 war es Studiendirektor Georg Bösl, 1951 Missionsbischof Antonio Eduardo Bösl, 1957 Pfarrer Hans Hammer, 1964 Prälat Helmut Huber, 1965 Monsignore Georg Dobmeier und 1995 Dekan Herbert Mader.

#### Evangelisch-Lutherische Kirchengemeinde Hirschau
Mit der Gründung der Steingutfabrik im Jahre 1826 kamen wieder evangelische Christen nach Hirschau, von denen im Jahr 1900 dort gelebt haben sollen, 1925 waren es knapp 100, eine eigene Pfarrstelle gab es nicht. Evangelische Christen wurden in der Zeit von 1849 bis 1928 von Kohlberg aus betreut, wo sie auch zumeist ihre letzte Ruhe fanden. 1929 wurden die evangelischen Christen aus Hirschau nach Amberg umgepfarrt. Als die Firma Christian Carstens GmbH nach dem Ersten Weltkrieg die zwei Keramikfabriken übernahm, stieg die Zahl der protestantischen Einwohner weiter an. Der Bau der Gustav-Adolf-Gedächtniskirche war die Folge. Sie wurde am Pfingstmontag, dem 16. Mai 1932, eingeweiht. Nach dem Zweiten Weltkrieg kamen mit den Heimatvertriebenen aus dem Osten und dem Sudetenland weitere Protestanten nach Hirschau, das am 23. Juli 1957 zur evangelischen Pfarrei erhoben wurde.
Der Bereich der evangelisch-lutherischen Kirchengemeinde Hirschau umfasst große Teile der Städte Hirschau und Schnaittenbach sowie der Gemeinden Gebenbach, Hahnbach und Freihung. Aktuell (Stand Februar 2023) gehören ihr knapp 800 Gemeindemitglieder an. 492 davon leben im Gemeindegebiet von Hirschau, 229 im Gemeindegebiet von Schnaittenbach.

#### Verteilung zwischen den Konfessionen
Bei der Volkszählung am 25. Mai 1987 gab es in Hirschau 5.495 (90,6 % der Bevölkerung) römisch-katholische Christen und 502 (8,3 %) Christen evangelisch-lutherischen Bekenntnisses. Bei der Volkszählung am 9. Mai 2011 waren es 4.929 (83,4 %) römisch-katholische und 519 (8,8 %) evangelisch-lutherische Christen. Ende Februar 2023 gab es im Gemeindegebiet von Hirschau 469 evangelisch-lutherische Christen.

## Politik
- CSU: 10
- SPD: 5
- FWH: 4
- Grüne: 1

### Stadtrat
Der Stadtrat hat 20 Mitglieder. Weiteres Mitglied und Vorsitzender ist der Erste Bürgermeister. Bei der Kommunalwahl vom 15. März 2020 haben von den 4797 stimmberechtigten Einwohnern in Hirschau 3294 von ihrem Wahlrecht Gebrauch gemacht, womit die Wahlbeteiligung bei 68,67 % lag.

### Bürgermeister
- 1818–1822: Martin Dorfner
- 1837–1845: Martin Dorfner
- 1846–1850: Florian Dorfner
- 1900–1919: Karl Hausner
- 1919–1933: Ernst Riß (BVP)
- 1933–1945: Dr. Heinrich Thoma (NSDAP)
- 1945–1948: Mathias Amann (SPD)
- 1948–1958: Georg Lederer (SPD)
- 1958–1984: Willi Bösl (CSU)
- 1984–2002: Helmut Rösch (CSU)
- 2002–2014: Hans Drexler (CSU)
- seit 2014: Hermann Falk (CSU)[108]

Bei der Kommunalwahl vom 15. März 2020 wurde Hermann Falk mit 68,20 % der Stimmen wiedergewählt.

### Wappen
| Wappen von Hirschau | Blasonierung: „In Rot ein springender, golden bewehrter, silberner Hirsch, dem vorne ein Schildchen mit den bayerischen Rauten aufgelegt ist.“ |
| Wappen von Hirschau | Wappenbegründung: Beim Wappen bestehen Zusammenhänge zwischen dem Wappen der Grafen von Hirschberg, die als Wappen einen roten Hirsch auf silbernen Grund führten, und dem der Stadt Hirschau, welches einen springenden silbernen Hirsch auf rotem Schild zeigt. Auf seiner Brust trägt der Hirsch ein von Silber und Blau gerautetes Schildchen, das auf die nach 1373 wiederhergestellte wittelsbachische Landesherrschaft Bezug nimmt. Urkundlich belegt ist das Hirschauer Wappen seit 1467. Um zusätzlich den Begriff „Au“ zu symbolisieren, wurden im 18. und frühen 19. Jahrhundert in das Wappen sechs kleine Tannenbäumchen eingefügt, über die der Hirsch hinwegspringt. |

### Städtepartnerschaften
Hirschau ist Mitglied der Kaolinstädtepartnerschaft. Im November 2004 wurde in Karlsbad in Tschechien von acht Städten und Gemeinden in Europa die Gründungsurkunde unterzeichnet. Die Kaolinstädtepartnerschaft verbindet Orte, die in besonderer Beziehung zum Rohstoff Kaolin stehen. Mitglieder sind neben Hirschau die bayerischen Orte Tirschenreuth und Schnaittenbach, aus Sachsen die Gemeinden Königswartha, Sornzig-Ablaß und die Stadt Mügeln, Nová Role in Tschechien sowie Nowogrodziec in Polen.

## Kultur und Sehenswürdigkeiten

### Kirwan
Die Kirwan (Kirchweihen) im Gemeindegebiet sind Teil des immateriellen Kulturerbes Kirwa im Amberg-Sulzbacher Land. In den Gemeindeteilen Burgstall, Ehenfeld, Massenricht, Steiningloh und Weiher wird alljährlich Kirwa gefeiert. Auch in Hirschau feiert man Kirwa, der aber einige für die Region typische Merkmale fehlen.

### Hirschauer Stückln
Die lustigen Anekdoten, die durch das Lalebuch Ende des 16. Jahrhunderts im gesamten Reich Karls IV. Verbreitung fanden, werden auch den Bürgern von Hirschau angedichtet und als Hirschauer Stückln bezeichnet. Literaturhistoriker bezeichnen Hirschau deswegen auch als „Schilda der Oberpfalz“. Matthäus Merian schrieb in der 1644 erschienenen Topographia Bavariae: „Hirschau, in der Obern Pfaltz ... ist bekanndt wegen etlicher Fabeln und abentheuerlichen Taten oder Eulenspiegelischen Possen, so den Alten dies Orths Einwohnern etwa angedichtet und zugemessen worden.“

### Kino
Bereits 1925 ist ein Hans Brem als Kinobesitzer in Hirschau nachweisbar. Brem führte die Filme im Schloss-Saal und im damals neu erbauten Löwen-Bräusaal, dem heutigen Josefshaus, vor.
Im Jahre 1948 erweiterte Josef Dorfner den 1910 an die Nordseite des heutigen Schloss-Hotels gebauten Schloss-Saal mit einem Anbau für einen Vorführraum und ein Kassengebäude. Diese Räumlichkeiten verpachtete er an den Unternehmer Heinz Zörrgiebel, der darin ein Kino mit dem Namen „Schlosslichtspiele“ betrieb.
Jahre später berichtete eine Zeitung, dass die Brauerei Dorfner die Eröffnung eines neuen Kinos in der am Marktplatz zentral gelegenen Schwanenwirtschaft plane, nachdem die technischen Anlagen der Schlosslichtspiele veraltet waren. Daraus wurde jedoch nie etwas.
Am 28. August 1954 war in der Presse zu lesen, dass die kinolose Zeit in Hirschau vorüber sei und das die 1947 behelfsmäßig gebauten Schloss-Lichtspiele nach einer mehrwöchigen Restaurierung und Neuausstattung vom Besitzer wieder eröffnet worden sei. Es war zu lesen: „Überhaupt ist in diesem neuen Lichtspielhaus, das man lieber Filmstudio nennen möchte, alles sehr geschmackvoll und anheimelnd gestaltet. Die Bestuhlung für 280 Personen ist praktisch-gefällig und die Massivpolsterung der Sitze strahlt eine feierliche Wärme aus.“
1955, in der Zeit des Kinobooms, baute die Familie Joras das Park-Theater in der Hintergartenstraße. Mit Beginn des Fernsehens schlossen die Schloss-Lichtspiele und Mitte der 1970er Jahre wich auch das Park-Theater dem ersten Hirschauer Verbrauchermarkt.

### Musik und Theater
Durch den Musikzug Hirschau tritt die Stadt Hirschau musikalisch überregional in Erscheinung.
Seit 2005 führt der am 27. Juni 2003 gegründete Festspielverein Hirschau e. V. im Zwei-Jahres-Rhythmus ein Freiluft-Theaterstück auf.

### Bauwerke

#### Im Stadtgebiet

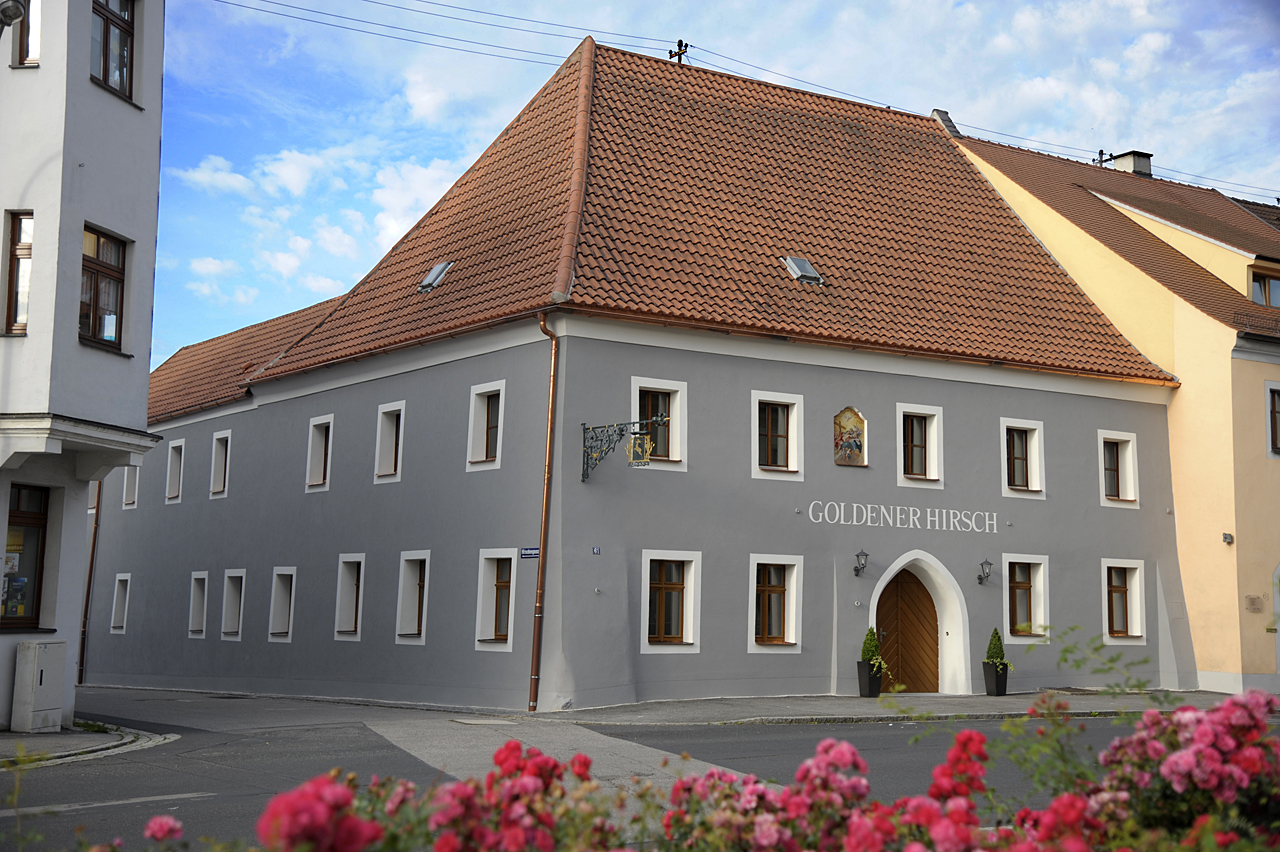
Gasthaus Goldener Hirsch

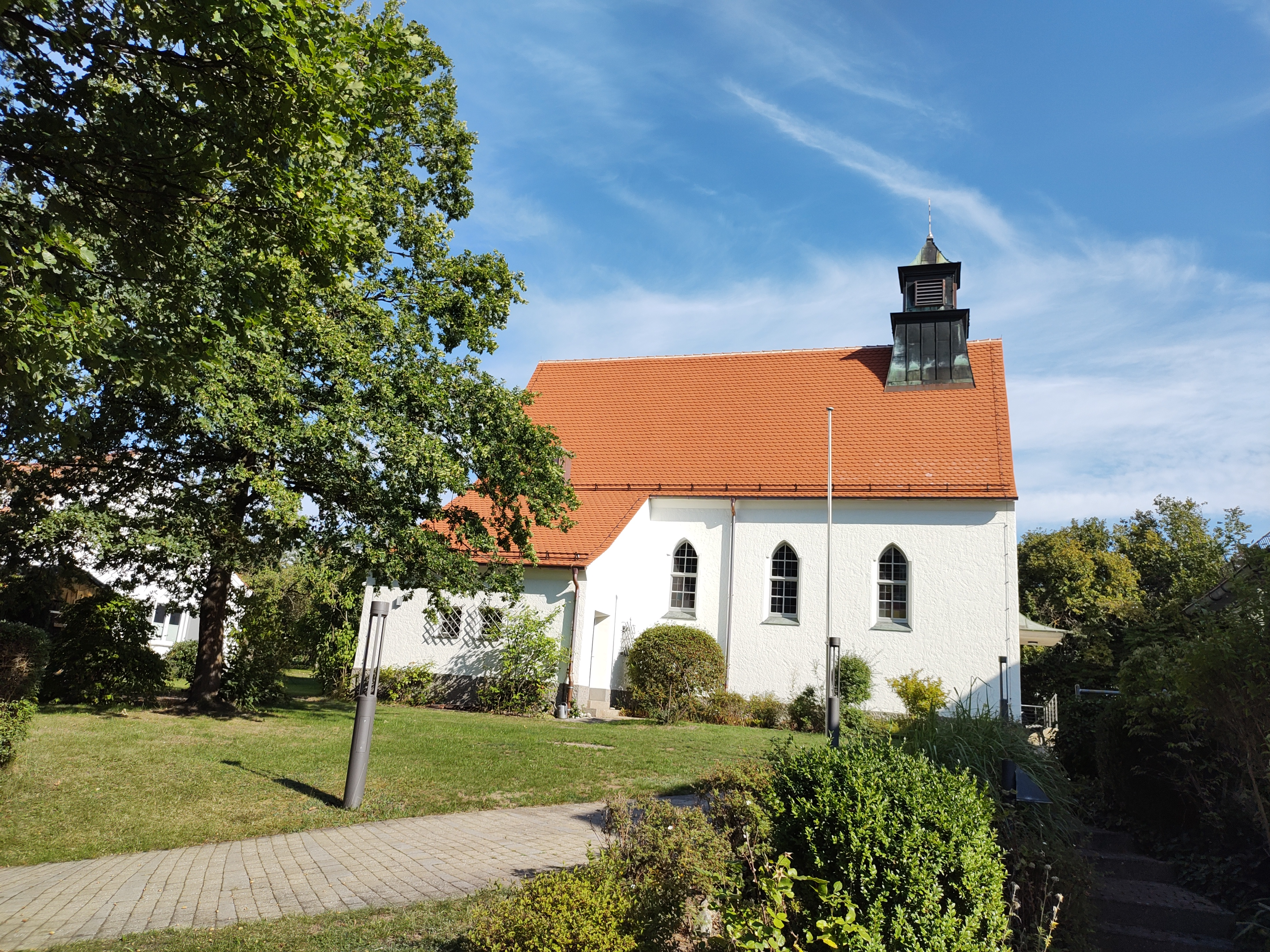
Gustav-Adolf-Gedächtniskirche

Da die Stadt von größeren Bränden und von der Zerstörung im Zweiten Weltkrieg weitgehend verschont blieb, sind im Stadtkern zahlreiche historische Gebäude erhalten geblieben. Das Zentrum bilden das historische Rathaus aus dem Ende des 15. Jahrhunderts und die Pfarrkirche Mariä Himmelfahrt, deren ältester Teil, der Chor, aus dem 15. Jahrhundert stammt. Beim Umbau 1848/1849 erhielt die Pfarrkirche ihre heutige Form. Nördlich der Pfarrkirche Mariä Himmelfahrt befindet sich die 1910 errichtete Mariensäule. Sie besteht aus einem etwa 2,80 m hohen Betonsockel, auf dem ein ovales Blechschild mit der Aufschrift „ANNO DOMINI 1910“ angebracht ist. Am Betonsockel stehen die Jahreszahlen „1982“ und „2000“. In diesen Jahren wurde die Säule renoviert. In unmittelbarer Nähe des Rathauses befindet sich das Gasthaus Goldener Hirsch, der älteste Gastronomiebetrieb in der Stadt. Der dreiseitige Gebäudekomplex auf der südlichen Marktplatzseite, Hauptstraße 61, dürfte 1522 entstanden sein, Reste einer Holzdecke im Gasthaus reichen bis in das Jahr 1511 zurück. Edith und Alfred Härtl erwarben das Gebäude im Jahr 2010, um es als modernes Restaurant mit Übernachtungsmöglichkeiten und Biergarten neu zu beleben. 2012 konnten die Sanierungsarbeiten abgeschlossen und am 19. Juli 2012 wurde der Gastronomiebetrieb wieder aufgenommen. Das Pflegschloss Hirschau bildet das östliche Ende des Marktplatzes. Seine Anfänge sind nicht genau bekannt, gehen jedoch vermutlich auf die Gründungszeit der Stadt Hirschau im 13. Jahrhundert zurück. Nach einem Brand im Jahr 1474 wurde das Schloss in der heutigen Form aufgebaut und 1478 fertig gestellt. Im Laufe der Jahrhunderte hatte es zahlreiche Funktionen, es war Sitz des Pflegers, des Stadtrats sowie eine Brauerei. Seit 1987 werden Teile des Schlosses als Restaurant und Hotel genutzt. Im Kloster, Klostergasse 13, unterrichteten die Schwestern vom Orden der Armen Schulschwestern vom 31. Mai 1854 bis zum 7. Juli 1938, als sie von den Nationalsozialisten aus dem Schuldienst entfernt wurden. 1942 wurde der Kindergarten abgebaut. Bei Kriegsende im Jahr 1945 diente die Klosterschule vom 28. Februar bis in den August hinein als Hilfskrankenhaus, vor allem für Flüchtlinge aus Schlesien und Brandenburg. Durch eine Spende des Unternehmers Klaus Conrad konnte das Gebäude einer neuen Nutzung zugeführt werden. Es dient heute in acht Wohnungen auf zwei Etagen Betreutem Wohnen.
Im östlichen Bereich der Stadt befinden sich noch zwei Kirchen. Der Grundstein für die Gustav-Adolf-Gedächtniskirche, Martin-Luther-Straße 13, wurde 1931 gelegt. Am 16. Mai 1932 wurde sie eingeweiht. Besonders gefördert wurde der Kirchenbau von Georg Schiffer, Direktor der Amberger Kaolinwerke. Am 23. Juli 1957 wurde Hirschau eine evangelische Pfarrei, vorher wurde sie von Amberg aus verwaltet. Ebenfalls 1957 wurde das erste Pfarrhaus gebaut. Die Vierzehnnothelferkirche Hirschau im Nordosten der Stadt ist die Hirschauer Friedhofskapelle. Ihre Anfänge reichen ins 15. Jahrhundert zurück, sie erinnert mit ihrem reich ausgestatteten Hochaltar des Amberger Künstlers Johann Hirschl aus dem Jahr 1710 an die besondere Verehrung der Vierzehn Nothelfer sowie der Heiligen Maria, von Florian, Rochus und Sebastian während der Pestzeiten.

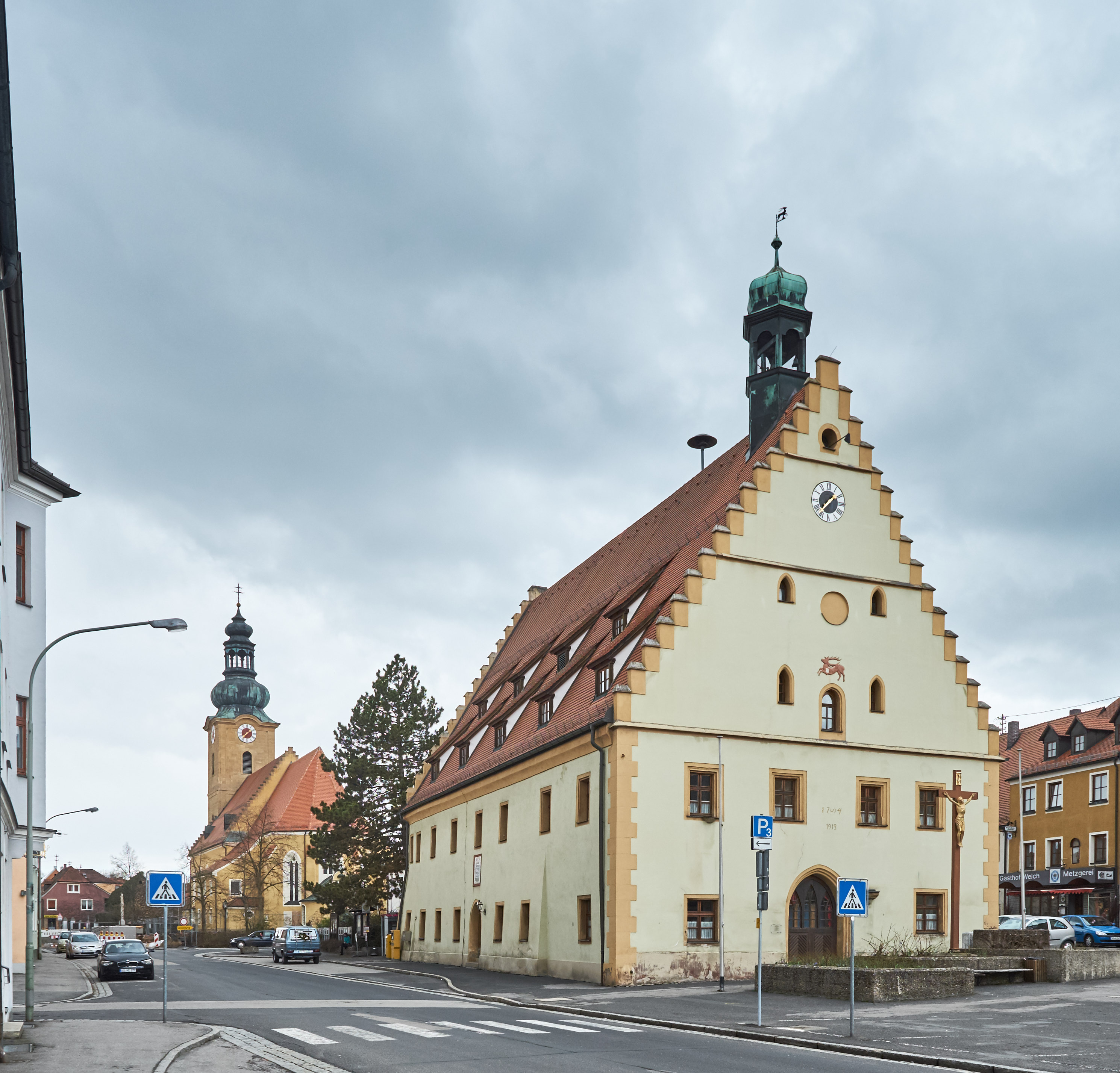
Historisches Rathaus
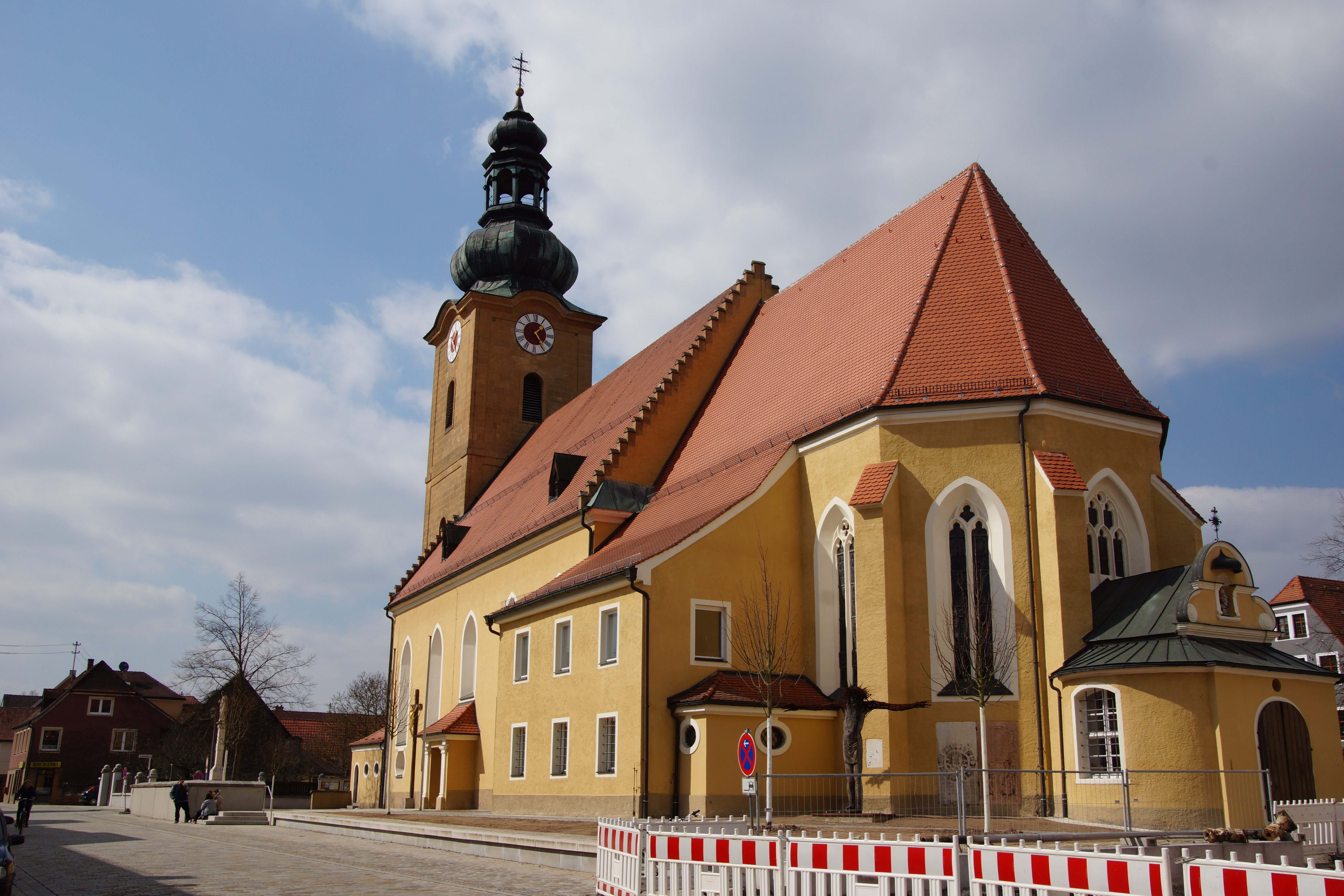
Pfarrkirche Mariä Himmelfahrt
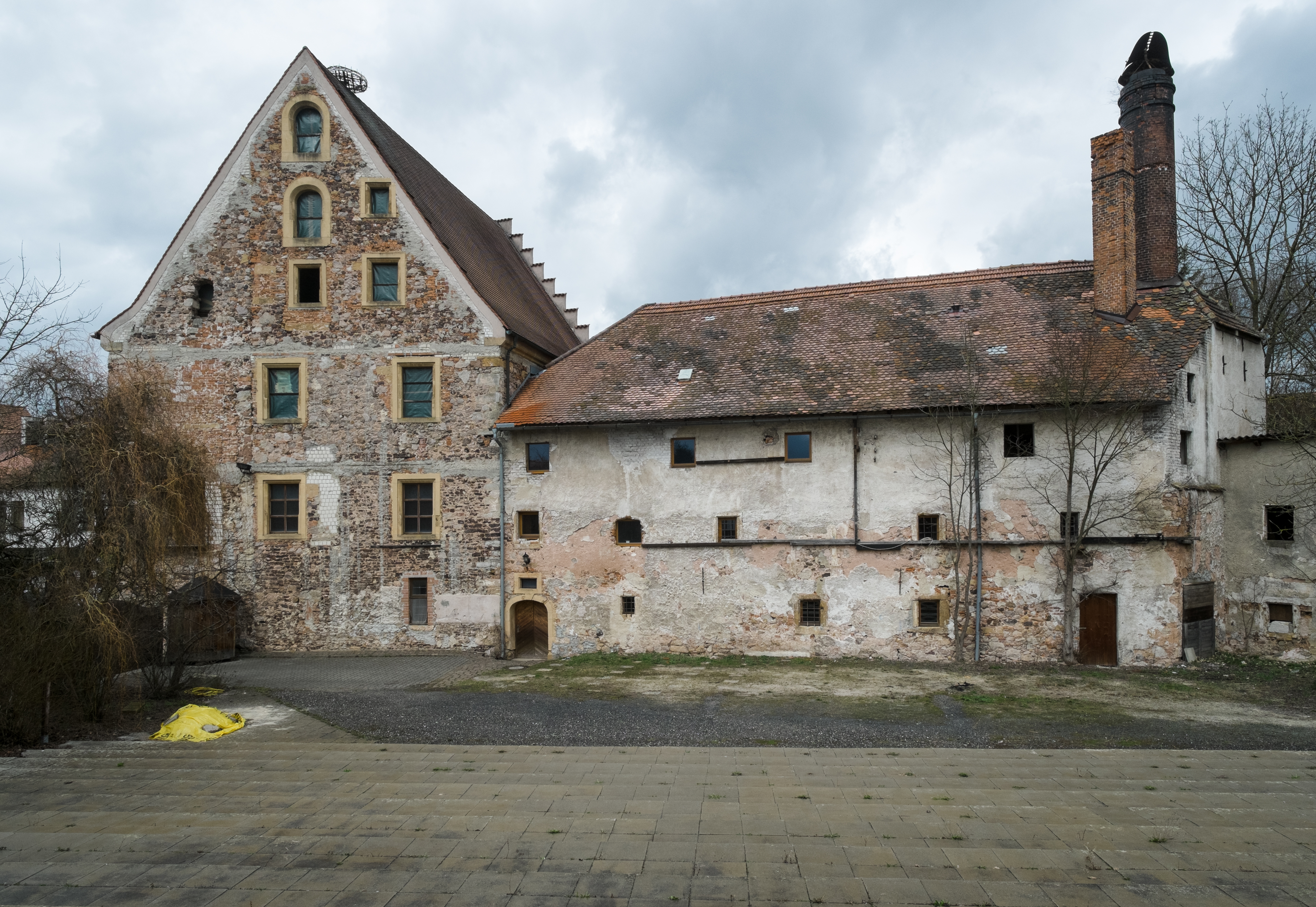
Pflegschloss

#### In den Gemeindeteilen

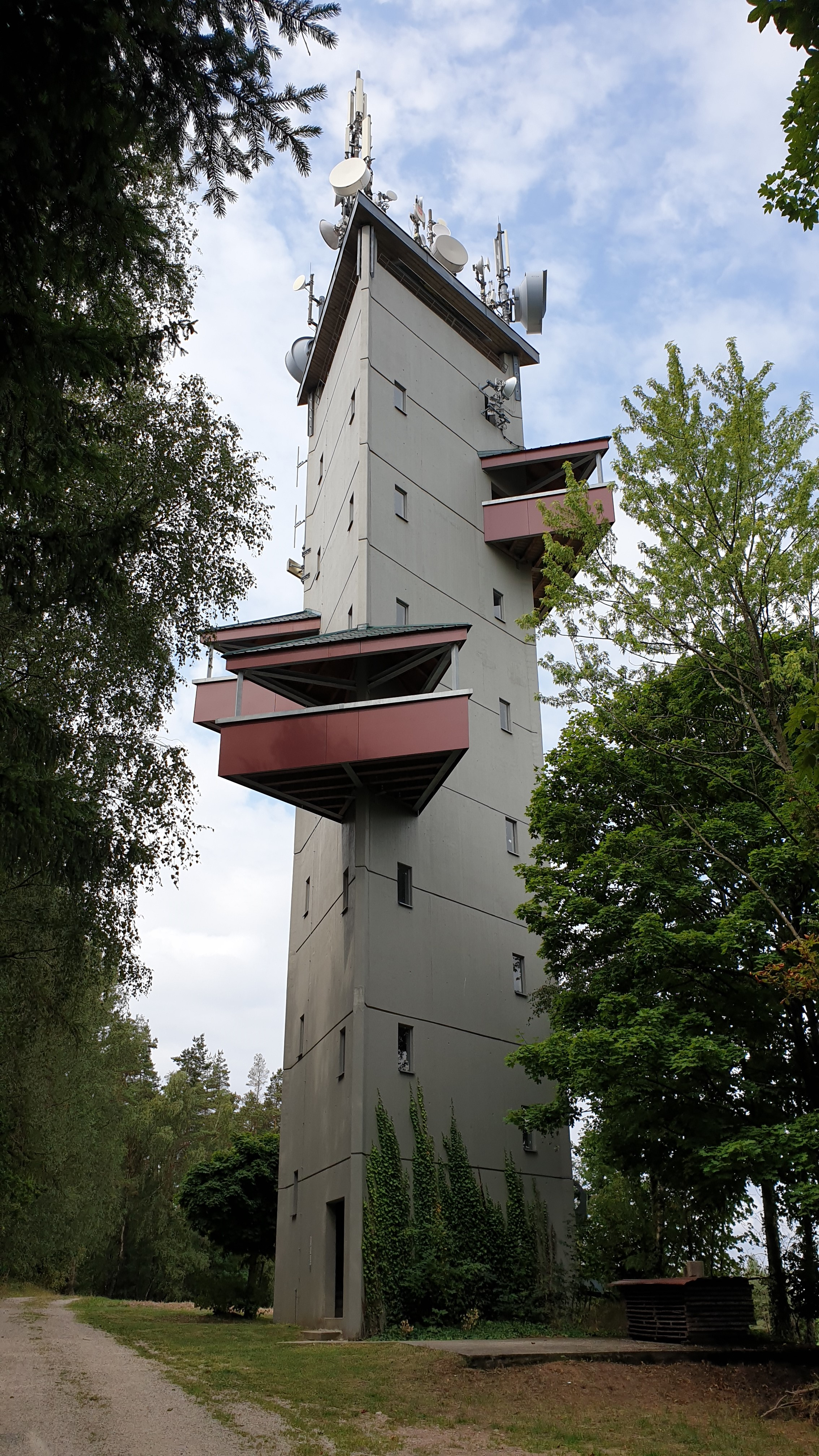
Aussichtsturm am Rödlas

Der Aussichtsturm Rödlas (auch „Rödlasturm“) ist ein 32 Meter hoher Aussichtsturm auf 570 m ü. NHN. Wie die Berghütte wurde der Turm von der Massenrichter Ortsgruppe des Oberpfälzer Waldvereins erbaut. Bei klarem Wetter bietet er einen Blick auf die beiden Basaltkegel Parkstein und Rauher Kulm, im Osten auf das Gebiet der tschechischen Republik, im Süden auf Hirschau mit dem Monte Kaolino und Schnaittenbach und im Westen auf die Berge der Fränkischen Schweiz. Der Turm konnte aus eigenen Vereinsmitteln nicht renoviert werden, doch gelang dies dadurch, dass Mobilfunkunternehmen ihre Antennen dort platzierten.
Die Pfarrkirche St. Michael befindet sich im Stadtteil Ehenfeld. Im ältesten Teil der Kirche, der jetzigen Sakristei, befinden sich Fresken aus dem 12. bis 15. Jahrhundert.

### Parks
Neben dem Monte Kaolino, einem 120 m hohen Berg aus etwa 35 Millionen Tonnen Quarzsand, bietet der Freizeitpark ein Dünen-Freibad, einen Waldhochseilgarten, eine Sommerrodelbahn, einen Campingplatz, einen Farbenwald sowie einen Geologie-Lehrpfad.
Auf der Westseite des Stadtkerns liegt der Stadtpark.

### Sport
In den Jahren 1997 bis 1999 erbauten der TuS Hirschau, der 1995 gegründete Fußballverein TuS/WE Hirschau und die Schützengesellschaft Diana mit Unterstützung der Stadt Hirschau, der Firma Amberger Kaolinwerke, zahlreicher Sponsoren und 37.000 Stunden Eigenleistung den Sportpark an der Wolfgang-Droßbach-Straße. Der Sportpark verfügt u. a. über sechs Kegelbahnen, eine Gymnastikhalle, Fußballfelder, eine Schießanlage und eine Sauna.
In Hirschau sind zahlreiche Sportvereine ansässig, in denen insgesamt 14 Sportarten ausgeübt werden.

#### Kegeln
Zwei Kegelvereine aus Hirschau nehmen an Wettkämpfen teil. Dabei handelt es sich um den 1958 gegründeten Verein FAF Hirschau, dessen erste Herrenmannschaft in der Zeit zwischen 2009/2010 und 2012/2013 der Kegel-Bundesliga (Classic) angehörte. Heute kegelt die erste Mannschaft in der Landesliga-Mitte Männer. Neben der ersten Herrenmannschaft nimmt noch eine zweite Herrenmannschaft und eine gemischte Mannschaft an Wettkämpfen teil.
Die erste Herrenmannschaft der Rot-Weiß Hirschau, gegründet 1964, gehörte bis zur Saison 2019/2020 der Kegel-Bundesliga (Classic) an. Aktuell kegelt die erste Mannschaft in der 2. Bundesliga Nord/Mitte. Neben der ersten Herrenmannschaft nehmen noch zwei weitere Herrenmannschaften an Wettkämpfen teil.

#### Skisport
Die Geschichte des Skisports in Hirschau begann im August 1956, als Martin Götz das Skifahren auf dem Sandberg Monte Kaolino zu versuchte. Bestrebungen, in Hirschau einen Skiverein zu gründen, gab es bereits seit geraumer Zeit. Das Gelingen der Abfahrtversuche auf dem Monte Kaolino waren der Auslöser dafür, dass am 24. August 1956 der SC Monte Kaolino gegründet wurde.
Im Jahre 1957 errichteten die Amberger Kaolinwerke an der Südseite des Monte Kaolinos einen provisorischen Schlepplift aus einer ausrangierten Baggerschaufel aus dem Kaolinabbau, eine 30-Meter-Schanze, sowie Umkleide- und Duschräume. Die Schanze wurde im Juli durch den Skispringer Heini Klopfer abgenommen. Die Schanze bewährte sich nicht, da die Sturzgefahr zu hoch und die damit verbundenen Verletzungen zu riskant waren, und wurde deshalb nach einigen Jahren wieder abgebaut.
Im Jahre 1970 errichteten der TuS Hirschau und der SC Monte Kaolino Hirschau auf dem Kalvarienberg eine Mattenschanze. Sie wurde am 8. November eingeweiht. Zum Eröffnungsspringen kamen 1400 Besucher. Das Eröffnungsspringen gewann Ludvik Zajc mit 29 und 29,5 Metern vor Bernd Zapf (29,5 und 27 Meter) und Günther Göllner (28 und 27 Meter). Auf der Schanze fand Stützpunkttraining für Nachwuchsspringer aus der Region statt. Ab Ende 1978 wurde die Schanze nicht mehr benutzt und schließlich abgebaut.
Der SC Monte Kaolino betreut auf dem Rotbühl nahe Hirschau ein mehrere Kilometer langes Langlauf-Loipennetz. Teile davon können mit Kunstschnee beschneit werden.
Dem SC Monte Kaolino gehören zahlreiche ehemalige Top-Athleten des Langlaufs an, die teilweise noch im Umfeld der Deutschen Langlauf-Nationalmannschaft aktiv sind.
Am Monte Kaolino fand bis zum Jahr 2009 im jährlichen Rhythmus die Sandboard-Weltmeisterschaft statt. Der Berg wird weiterhin als Sommerskigebiet genutzt.

#### Schießsport
Ein erster eigener Verein zur Pflege des Schießsports wurde in den Jahren 1895/1896 durch den Fabrikbesitzer Ernst Dorfner ins Leben gerufen. Über den Namen des Vereins gibt es unterschiedliche Angaben: „Schützenverein Hirschau“ oder „Zimmer-Stutzen Schützengesellschaft Hirschau e. V.“. 1945 verbot die Besatzungsmacht den Schützenverein. Wie bei vielen Hirschauer Vereinen gingen auch beim Schützenverein die Aufzeichnungen sowie die Vereinsfahne in der Besatzungszeit nach dem Zweiten Weltkrieg verloren.
Am 12. März 1952 gründete sich die Schützengesellschaft „Diana“. Die Schützengesellschaft Diana beteiligte sich am Bau des Sportparks an der Wolfgang-Droßbach-Straße. Seit 1999 befindet sich ihr Heim im Sportpark. Darüber hinaus betreibt die Schützengesellschaft Diana am Westhang des Monte Kaolinos einen 3D Bogenparcours mit etwa 32 Stationen.
1953 konnte die „Schützengesellschaft Edelweiß“ durch Schützenmeister Georg Hammer und Dr. med. Karl Amann wiedergegründet werden. 10 Altmitglieder wirkten an der Vereinsgründung mit. Seit 1959 befindet sich das Heim der Edelweiß-Schützen in einem Nebengebäude der Schlossbrauerei Hirschau.

#### Wandern
Am 11. Januar 1971 gründete sich der Wanderverein Wanderfreunde Hirschau e. V. Schon beim ersten Wandertag am Wochenende des 10. und 11. Juli 1971 machten sich 2000 Wanderer auf die 12 und 24 km lange Strecken. In den Folgejahren wuchs die Teilnehmerzahl auf bis zu 4000 an. Das nachlassende Interesse am Wandern macht auch vor den Wanderfreunden Hirschau keinen Halt: Gab es in der Oberpfalz zu Spitzenzeiten 136 Wandervereine, so sind es derzeit nur noch 27. Bei der 50. Auflage des Wandertags am 17. und 18. Juni 2023 nahmen 394 Wanderer teil.

### Bibliotheken
In der Stadt- und Pfarrbücherei sind 4.320 Bücher und 112 Tonträger verfügbar. Die Stadt- und Pfarrbücherei befindet sich in der Hauptstraße 94a, dem sogenannten Benefiziumhaus einem Nebengebäude des katholischen Pfarrhauses. In den 1950er- und 1960er-Jahren war die Bücherei in der Hauptstraße 76 untergebracht. Weil dieses Gebäude im März 1966 abgebrochen wurde, zog die Bücherei in das Nebengebäude des alten Pfarrhofs um. 1974 zog die Bücherei in das sogenannte Höfler-Haus (heute Sparkasse). Dort blieb die Bücherei bis zur Fertigstellung des jetzigen Pfarrhofs und seiner Nebengebäude. Der Umzug an den heutigen Standort erfolgte 1979. Eingeweiht wurde die Bücherei zusammen mit dem Pfarrhaus am 23. November 1980 durch Generalvikar Fritz Morgenschweis.
Im Frühjahr 2016 wurde die Bücherei umgestaltet und der Medienbestand aktualisiert. Für die Kinder wurde eine Leseecke geschaffen.
Ab Ende August 2018 wurde das analoge Karteikartensystem durch ein digitales System ersetzt. Alle Medien mussten digital erfasst werden, was eine Schließung der Bücherei notwendig machte. Die Wiedereröffnung erfolgte am 9. Oktober 2018.

## Wirtschaft und Infrastruktur

### Unternehmen
Durch die Kaolinvorkommen haben sich einige Unternehmen der Kaolinindustrie angesiedelt. Die Firmen der Gebrüder-Dorfner-Gruppe fördern und veredeln Kaolin. Auf dem gleichen Gebiet arbeitet die Firma AKW Kick. AKW Kick ist der größte Hersteller des Industrieminerals Kaolin in Deutschland. Unter ihrem Dach entstand die Firma AKW Apparate + Verfahren. Im Jahre 1963 als Tochter von AKW Kick gegründet, wurde sie 1986 ausgelagert und agiert nun als selbständiges Unternehmen im Apparate- und Anlagenbau in den Bereichen der nassmechanischen Aufbereitung von mineralischen Rohstoffen und der Umwelttechnik. Unter dem Dach der Firma AKW Apparate + Verfahren arbeitet die Firma SiC Processing auf dem Gebiet der Wiederaufbereitung von in der Photovoltaik- und Halbleiter-Industrie anfallender Sägesuspension (Slurry). Die AKW A+V Protec Rail GmbH arbeitet seit 1991 auf dem Gebiet der Abwasseraufbereitung für Schienenfahrzeuge.
Der Sitz von Conrad Electronic, einem Familienunternehmen im Elektronik-Versandhandel, befindet sich seit 1946 in Hirschau. Dort arbeiten etwa 500 Menschen.
Die Raiffeisenbank Hirschau wurde im April 1908 gegründet. Nach der Fusion mit den Banken in Schnaittenbach und Freudenberg betreut sie mit ihren drei Filialen ein Gebiet, das sich über die Gemeinden Hirschau, Schnaittenbach und Freudenberg erstreckt.
Seit 1812 braut die Schlossbrauerei Hirschau Bier. Die Brauerei bietet insgesamt 11 Arbeitsplätze.

### Arbeitsplätze
Bis 2015 hatte Hirschau mehr Einpendler als Auspendler (2448 Beschäftigte am Arbeitsort, 2400 Beschäftigte am Wohnort). Seitdem nimmt der Saldo der Auspendler immer weiter zu. 2021 betrug die Anzahl der Beschäftigten am Arbeitsort 2367, die Anzahl der Beschäftigten am Wohnort 2518, ein Saldo von 151 Beschäftigten (2020: 138, 2019: 74, 2018: 8, 2017: 52). Tendenziell nimmt die Anzahl der Beschäftigten am Arbeitsort in den letzten Jahren ab, die Anzahl der Beschäftigten am Wohnort aber zu.
2021 war der Wirtschaftszweig mit der größten Anzahl der Beschäftigten im Gemeindegebiet der Stadt Hirschau (Klassifikation gemäß WZ 2008) der Wirtschaftszweig Handel, Verkehr, Gastgewerbe mit 942 Beschäftigten, dicht gefolgt von 877 Beschäftigten im produzierenden Gewerbe. Mit Abstand folgen die Öffentlichen und privaten Dienstleister mit 328 Beschäftigten, die Unternehmensdienstleister mit 206 Beschäftigten und der Wirtschaftszweig der Land- und Forstwirtschaft, Fischerei mit 14 Beschäftigten.
Im Gemeindegebiet der Stadt Hirschau waren im Jahresdurchschnitt 2021 98 Menschen arbeitslos, davon 29 langzeitarbeitslos.

### Medien
Nicht weit entfernt von Hirschau, auf dem Berg Rotbühl, befindet sich der Sender Amberg, ein Rundfunksendemast der Deutsche Funkturm GmbH. Mit der Umstellung auf das digitale Fernsehen im November 2008 senden nun zwölf Programme von diesem Sender. Außerdem wird das Programm von Radio Ramasuri übertragen (95,3 MHz/1 kW Strahlungsleistung).
Der Härtl-Verlag publiziert überwiegend technische Literatur im Elektronikbereich. Alfred Härtl verlegt dort seine eigenen Bücher.

### Landwirtschaft
Die Anzahl der landwirtschaftlichen Betriebe im Gemeindegebiet ist seit Jahren rückläufig. 2020 gab es noch insgesamt 55 landwirtschaftliche Betriebe (2016: 64, 2010: 70, 2007: 88, 2005: 97, 2003: 101). Von der Stadtfläche werden 2370 Hektar landwirtschaftlich genutzt (Stand 2016, 2010: 2447, 2007: 2527, 2003: 2660).

### Öffentliche Einrichtungen

#### Senioren
Das ehemalige Stiftungskrankenhaus der Forster-Dorfner'schen Spital- und Krankenhausstiftung wurde am 31. Dezember 1993 geschlossen und bis 1996 als Senioren-Wohn- und -Pflegeheim umgebaut, das vom Kreisverband Amberg-Sulzbach des Bayerischen Roten Kreuzes betrieben wird.
Seit 2013 gibt es in Hirschau das Haus Conrad, welches in acht Wohnungen auf zwei Etagen Betreutes Wohnen anbietet. Die Wohneinheiten sind zwischen 29 und 76 m² groß. Im ersten Stock hat das Haus Conrad einen Übergang zum BRK-Seniorenheim. Möglich wurde der Bau der Einrichtung durch eine Spende in Höhe von einer Million Euro, die Klaus Conrad mit Widmungsurkunde vom 14. April 2011 an die Forster-Dorfner'sche Spital- und Krankenhausstiftung übergeben hatte.
Neben dem Senioren-Wohn- und -Pflegeheim und dem Haus Conrad gibt es zwei Sozialstationen.

#### Kindergärten
In Hirschau gibt es insgesamt fünf Kindertageseinrichtungen, davon sind drei städtische Kindergärten, einer in Trägerschaft des Bayerischen Roten Kreuzes sowie ein Kinderhaus. Die Kindertageseinrichtungen hatten am 1. März 2022 insgesamt 268 Plätze, wovon 246 belegt waren, darunter 51 von Kindern unter drei Jahren. Insgesamt waren 63 Personen tätig.

##### Städtische Kindergärten in Hirschau
Der Antonius-Kindergarten verfügt über einen Garten mit alten Obstbäumen. In den Jahren 1997 und 1998 wurde der Kindergarten saniert und um eine Turnhalle erweitert. Es gibt dort eine Krippe sowie eine offene Gruppe. Der Schwerpunkt des Kindergartens liegt auf Bewegung, pro Woche findet ein Waldtag statt. Der Kindergarten entstand durch eine Stiftung von Antonie Höfler und befindet sich im Eigentum der Forster-Dorfner'schen Spital- und Krankenhausstiftung Hirschau.
Der Marienkindergarten befindet sich im Gebäude der Grund- und Mittelschule. Er übernimmt die Hausaufgabenbetreuung für Kinder von der ersten bis zur vierten Klasse und hat eine Kindergartengruppe für Drei- bis Sechsjährige. Der Kindergarten bietet die längsten Betreuungszeiten sowie warmes Mittagessen.
Im Kindergarten St. Wolfgang werden zwei Krippengruppen und zwei Kindergartengruppen angeboten. Der Kindergarten wurde von den Amberger Kaolinwerken unter Direktor Wolfgang Droßbach erbaut und nach zweimonatiger Betriebszeit an die Forster-Dorfner'sche Spital- und Krankenhausstiftung Hirschau übergeben. Die Vereinbarung darüber datiert auf den 14. Januar 1953.

##### Kindergarten in Trägerschaft des Bayerischen Roten Kreuzes im Ortsteil Ehenfeld
Im Jahr 1950 eröffnete die Pfarrgemeinde Ehenfeld einen Kindergarten unter Leitung der Schwestern vom Heiligen Kreuz. Im Jahr 1960 wurde aufgrund der steigenden Kinderzahlen der Anbau eines Gruppenraums nötig, dem ein Garderoben-, Waschraum- und Toiletten-Anbau folgte. Von 1989 bis 1991 wurde das Kindergartengebäude komplett saniert und umgebaut. Einen personellen Einschnitt erfuhr der Kindergarten 2001, als die Schwestern vom Heiligen Kreuz aus Ehenfeld abgezogen wurden. Seitdem betreut weltliches Personal die Kinder. Seit 2009 gibt es dort auch Mittagessen. Im Juli 2019 wurden in der Raumluft des Kindergartens in Ehenfeld Sporen giftiger Schimmelpilze nachgewiesen. Übergangsweise zogen Kinder und Erzieherinnen deswegen zum neuen Kindergartenjahr in drei Räume in die Hirschauer Mittelschule, damit der Betrieb aufrechterhalten werden konnte. Zum 1. April 2020 wechselte die Trägerschaft des Kindergartens von der katholischen Kirchenstiftung zum Kreisverband des Bayerischen Roten Kreuzes. Das Rote Kreuz betreibt den Kindergarten nun in insgesamt 16 Containern, die auf dem Grundstück der Grundschule in Ehenfeld aufgestellt wurden.

##### Conrad-Kinderhaus
Seit November 2012 gibt es das Conrad-Kinderhaus, eine familienergänzende Einrichtung mit Platz für 24 Kinder im Alter von 0 bis 14 Jahren. Aufgenommen wurden ursprünglich nur Kinder von Mitarbeitern der Firma Conrad Electronic SE, mittlerweile werden aber auch andere Kinder aufgenommen. Das Kinderhaus liegt auf dem Firmengelände von Conrad Electronic SE in einem Garten mit Baumbestand.

#### Schulen
In der Josefstraße 40 befindet sich eine Grund- und Mittelschule. Dort werden 187 Schülerinnen und Schüler in neun Klassen unterrichtet. In die Grundschule gehen 130 Schülerinnen und Schüler in sechs Klassen, die Mittelschule besuchen 57 Schülerinnen und Schüler in drei Klassen (Stand Schuljahr 2022/2023). An der Schule wird vom lokalen Ortsverein der Arbeiterwohlfahrt an vier Nachmittagen in der Woche eine kostenlose Ganztagsbetreuung mit Hausaufgabenbetreuung für Mittelschüler, in Ausnahmefällen auch für Grundschüler, angeboten. Die Hausaufgabenbetreuung für die Grundschüler übernimmt der im Gebäude befindliche Marienkindergarten.
Die Mittelschule Hirschau bildet zusammen mit den Mittelschulen in Schnaittenbach, Vilseck und Hahnbach den „Schulverbund Obere Vils-Ehenbach“. Die Mittelschüler der Jahrgangsstufen 5 und 6 aus Hirschau werden in Hirschau beschult, die Jahrgangsstufen 7 bis 9 besuchen die Schule in Schnaittenbach. Die Schüler der vier Schulen des Schulverbunds, die den M-Zug besuchen, wechseln ab der 7. Klasse nach Hahnbach.
Der Grundstein für das heutige Schulgebäude wurde am 28. Oktober 1954 gelegt, am 18. Januar 1958 konnte das 1,3 Millionen DM teure Schulhaus seiner Bestimmung übergeben werden. Auf dem Grundstück der Schule befindet sich eine Turnhalle, die 1990 eingeweiht wurde. Der Vorgängerbau, der am 16. Dezember 1963 seinem Zweck übergeben werden konnte, war die erste Turnhalle im Landkreis Amberg-Sulzbach.
Auf dem Gemeindegebiet Hirschaus gibt es eine weitere Grundschule in Ehenfeld mit zwei jahrgangskombinierten Klassen und insgesamt 31 Schülerinnen und Schülern (Stand: Schuljahr 2022/23).
Schülerinnen und Schüler aus Hirschau, die weiterführende Schulen besuchen, müssen nach Amberg, Sulzbach-Rosenberg oder Nabburg pendeln.

### Verkehr

#### Luftverkehr
Die nächstgelegenen Flughäfen befinden sich in Nürnberg (81 km), München (193 km) und Prag (213 km).
Der nur von Privatpersonen, Geschäftsleuten und Vereinen genutzte Verkehrslandeplatz Weiden/Opf. ist 24 km entfernt. Bis zum Segelfluggelände Amberg sind es von Poppenricht aus 18 km.

#### Schienenverkehr
Der Personenverkehr auf der Bahnstrecke Amberg–Schnaittenbach, an der Hirschau liegt, wurde ab 1960 auf ein Zugpaar für den Schülerverkehr beschränkt und am 30. Mai 1976 gänzlich aufgegeben. Heute wird die Strecke nur mehr für den Güterverkehr genutzt.
Die nächstgelegenen Bahnhöfe befinden sich in Freihung (12 km), in Röthenbach (12 km) und Vilseck (14 km), die an der Bahnstrecke Neukirchen–Weiden liegen. Die Bahnhöfe Wernberg-Köblitz (15 km) und Weiden in der Oberpfalz (23 km) liegen an der Bahnstrecke Regensburg–Weiden und die Bahnhöfe in Amberg (15 km) und Sulzbach-Rosenberg (19 km) an der Bahnstrecke Nürnberg–Schwandorf.

#### Öffentlicher Personennahverkehr
An den öffentlichen Personennahverkehr ist Hirschau mit mehreren Buslinien angebunden. Dabei handelt es sich um die Linie 59 der RBO über Lintach nach Amberg (VGN-Linie 459), die Line 55 der RBO zwischen Weiden und Amberg (VGN-Linie 455) sowie die RBO-Line 63 zwischen Schnaittenbach und Sulzbach-Rosenberg (VGN-Linie 463).

#### Straßenverkehr
Hirschau liegt an der Bundesstraße 14, die das Stadtgebiet von Osten nach Westen durchquert, und an zwei Staatsstraßen. Die Staatsstraße 2238 verbindet die beiden Oberzentren Amberg und Weiden, die Staatsstraße 2123 führt von Sorghof über Vilseck, Großschönbrunn bis nach Hirschau.
Bis zur Anschlussstelle Wernberg-Köblitz der Bundesautobahn 93 sind es von Hirschau aus 15 km. Die Bundesautobahn 6 ist von Hirschau aus entweder über die Autobahn A 93, Anschlussstelle Wernberg-Köblitz, und dann über das Autobahnkreuz Oberpfälzer Wald nach 18 km oder über die Anschlussstelle Amberg-West nach 21 km zu erreichen.
Die Kreisstraße AS 18 führt nach Norden Richtung Massenricht, bzw. nach Süden Richtung Weiher.

#### Radverkehr
Hirschau liegt am Paneuropa-Radweg. Der Radweg durchläuft das Gebiet von Westen nach Osten von Gebenbach kommend weiter nach Schnaittenbach.
Ladestationen für E-Bikes gibt es am Monte Kaolino sowie in der Innenstadt am Schloss-Hotel.

## Persönlichkeiten

### Ehrenbürger
- Antonio Eduardo Bösl (* 21. März 1925; † 13. Oktober 2000 in Concepción), Missionsbischof; Jahr der Verleihung: 1974
- Betty Bösl (* 27. Februar 1926; † 30. Dezember 2019), Leiterin der Sozialstation Hirschau, Trägerin des Bundesverdienstkreuzes am Bande; Jahr der Verleihung: 1993
- Willi Bösl (* 6. Juli 1920; † 9. August 2014), Bürgermeister der Stadt Hirschau, stellvertretender Landrat; Jahr der Verleihung: 1984
- Klaus Conrad (* 27. Februar 1936), Unternehmer der Conrad Electronic SE und Stiftungsgründer[173]
- Wolfgang Droßbach (* 23. Juni 1898; † 30. August 1962), Fabrikdirektor, Stadtrat und Zweiter Bürgermeister; Jahr der Verleihung: 1953[174]
- Georg Lederer (* 8. Oktober 1893; † 17. April 1975), Erster Bürgermeister 1948–1958; Jahr der Verleihung: 1961[175]

### Söhne und Töchter der Stadt

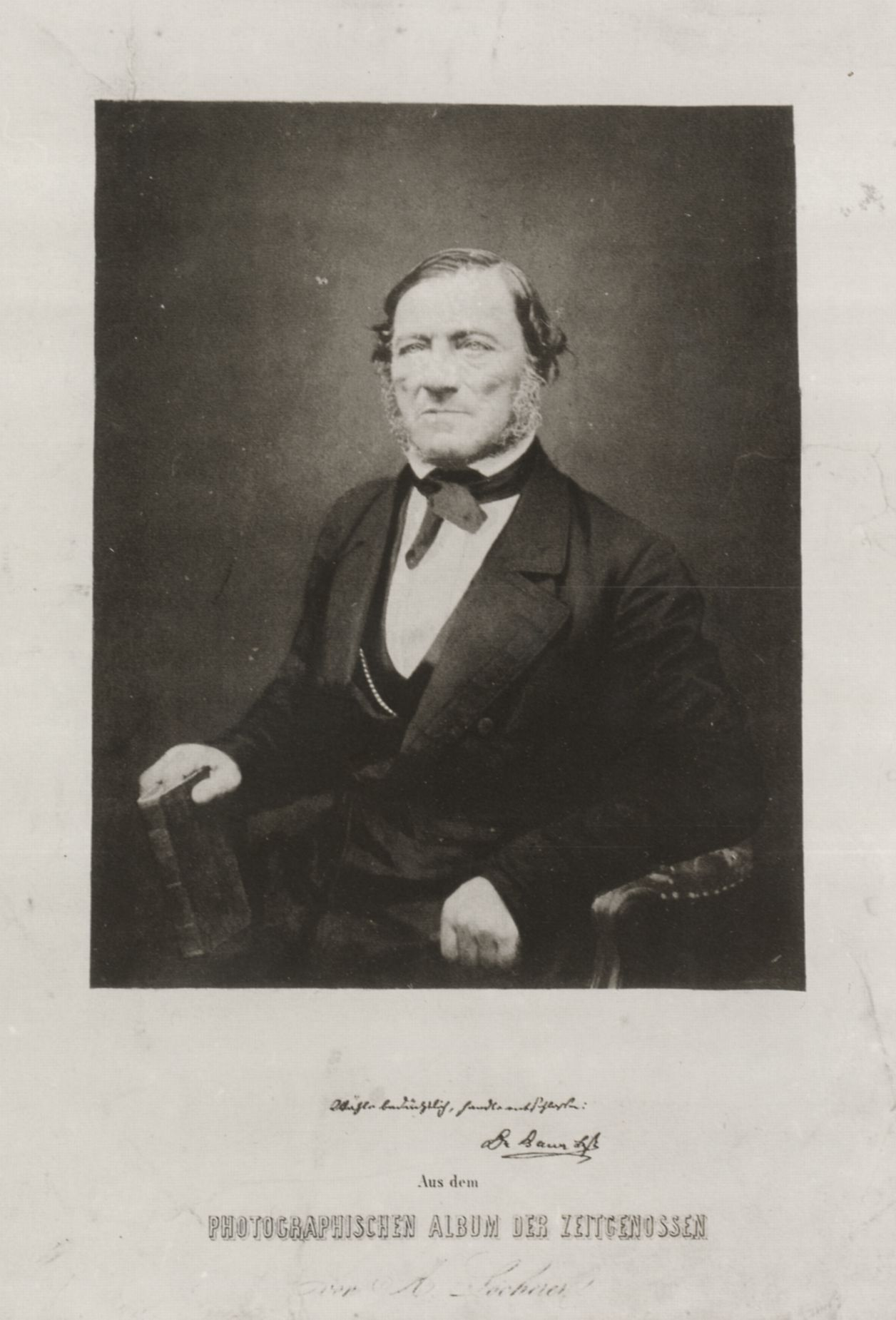
Jakob von Bauer 1853

- Jakob Bauer (1787–1854), bayerischer Politiker
- Dieter Dausch (1941–2025), Augenarzt, Träger des Bundesverdienstkreuzes am Bande
- Florian Dorfner (1802–1878), Gutsbesitzer, Bierbrauer, Politiker und Stifter eines Krankenhauses
- Martin Dorfner (1783–1845), Gastronom und Politiker
- Bartholomäus Dorn (1875–1949), Landwirt, Ökonomierat und Politiker
- Oliver Fink (* 1982), Fußballspieler
- Tobias Fink (* 1983), Fußballspieler
- Alfred Härtl (* 1953), Unternehmer und Sachbuchautor
- Ferdinand Janner (1836–1895), römisch-katholischer Theologe
- Julia Kraft (* 1979), Rechtswissenschaftlerin
- Friedrich Pfannmüller (1490–1562), Orgelbauer
- Barbara Popp (1802–1870), Malerin und Lithografin
- Wilhelm Schorner (* 3. Februar 1889 in Hirschau; † 29. März 1999 in Sulzbach-Rosenberg), vom 7. März 1999 bis zu seinem Tod ältester lebender Deutscher
- Werner Schulz (* 1949), Lehrer, Kommunalpolitiker, Träger des Bundesverdienstkreuzes am Bande
- Claudia Seebacher, geborene Schwemmer, Pseudonym Nina Stern (* 1979), Schlagersängerin, Moderatorin, Schauspielerin, Texterin und Musikproduzentin